# Nahrungstabu
Als Nahrungstabu wird das Phänomen bezeichnet, dass bestimmte Tiere, Pflanzen oder Pilze, die prinzipiell essbar sind, von einer bestimmbaren sozialen Gruppe oder in einem Kulturraum mit einem Tabu belegt und daher nicht verzehrt werden. Es gibt kein Nahrungstabu, das universelle Gültigkeit besitzt. Viele dieser Tabus sind nicht schriftlich fixiert, werden jedoch im jeweiligen Gültigkeitsbereich dennoch als bindend aufgefasst und beachtet. Da Genussmittel nicht zu den Nahrungsmitteln gezählt werden, wird zum Beispiel das Alkoholverbot im Islam wissenschaftlich nicht als Nahrungstabu aufgefasst. Nicht als Nahrungstabu behandelt wird auch die zeitlich begrenzte Meidung bestimmter Nahrungsmittel beim Fasten.
Mit der Erforschung von Nahrungsverboten beschäftigen sich mehrere Wissenschaften, vor allem Anthropologie, Ethnologie, Ernährungssoziologie und Nahrungsforschung.

## Einführung
Der Mensch ist ein Allesfresser (Omnivore), kann also sowohl tierische als auch pflanzliche Nahrung aufnehmen und verdauen. Dennoch wird in allen bekannten Kulturen eine Nahrungsauswahl getroffen, so dass unterschieden wird zwischen bevorzugten, weniger bevorzugten, zu meidenden und verbotenen Nahrungsmitteln. Nur die strikte Meidung unverdaulicher und giftiger Substanzen ist physiologisch begründbar. Alle anderen Nahrungsverbote und -meidungen gelten als sozio-kulturell erworben und differieren in verschiedenen Kulturen, Nationen oder Gruppen. Die menschliche Nahrungsauswahl wird im Unterschied zu der bei Tieren nicht durch den Instinkt gesteuert. Studien haben ergeben, dass Kleinkinder bis zum Alter von etwa zwei Jahren noch grundsätzlich bereit sind, alles in den Mund zu stecken und zu essen, also auch Steine, Käfer oder Kot. Ekelgefühle werden sozial erworben und aufgrund des Verhaltens der Umwelt erlernt, sind also nicht angeboren. Bei Tieren wurden noch nie wirkliche Ekelreaktionen beobachtet.

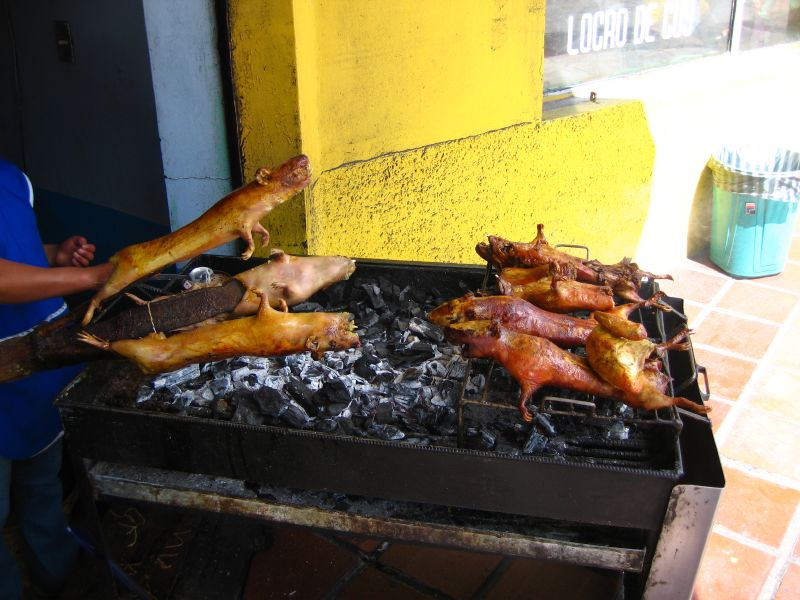
Meerschweinchen gegrillt in Ecuador

Verbotene Nahrungsmittel werden oft mit einem Gefühl des Ekels assoziiert. Da dasselbe Nahrungsmittel, das in einem Kulturraum entschieden als nicht essbar angesehen wird, in einem anderen als Delikatesse gelten kann, zum Beispiel Hundefleisch, kann diese Reaktion nicht als Instinkt interpretiert werden; sie steht offenkundig nicht in Zusammenhang mit den Eigenschaften des prinzipiell essbaren Objekts. Die Fähigkeit, in Notsituationen wie einer Hungersnot Ekelreaktionen unterdrücken zu können und etwas Tabuisiertes zu essen, ist individuell unterschiedlich. Im Regelfall löst starker Widerwille beim Essen einen Brechreiz aus, der eine Nahrungsaufnahme unmöglich macht. Diese Ekelreaktion ist von einer Idiosynkrasie zu unterscheiden: Sowohl die hier beschriebene Ekelreaktion als auch die Idiosynkrasie sind zwar beides körperliche Abwehrreaktionen, die bereits im Vorfeld der Nahrungsaufnahme oder bei erstem Kontakt mit der Nahrung auftreten. Während eine Idiosynkrasie jedoch ihren Auslöser in einer tatsächlichen Unverträglichkeit, wie einer Allergie, hat, die zu gesundheitlichen Problemen führt, sollte das Nahrungsmittel gegessen werden, basiert die hier beschriebene Abwehrreaktion hingegen lediglich aufgrund des Widerwillens, sodass die eigentliche Nahrungsaufnahme trotz der körperlichen Ekelreaktion gesundheitlich ohne Probleme möglich wäre.
Der überwiegende Teil der weltweit bekannten Nahrungstabus bezieht sich auf Fleisch und tierische Produkte, nur ein kleiner Teil auf Pflanzen. Daniel Fessler und Carlos David Navarrete fanden in zwölf untersuchten Kulturräumen insgesamt 38 Fleischtabus, aber nur sieben Pflanzentabus. Tatsächlich ist eine Bedrohung durch den Verzehr von Giftpflanzen realistischer als durch tierische Produkte im Allgemeinen – bei giftigen Tieren wäre nur der Verzehr der Gift produzierenden Organe gefährlich.
Weltweit gelten die Chinesen als das Volk mit den wenigsten Nahrungstabus, in Europa die Franzosen. Anhand historischer Quellen lässt sich belegen, dass die Zahl der Nahrungstabus in Europa in der Neuzeit deutlich zugenommen hat.

## Erklärungsmodelle
Es gibt mehrere Ansätze, um die Entstehung und Aufrechterhaltung von Nahrungstabus zu erklären. Die bekanntesten sind:
1. der kulturmaterialistische oder ökonomisch-rationalistische Ansatz. Der bekannteste Vertreter des Kulturmaterialismus ist der amerikanische Anthropologe Marvin Harris (Good to eat. Riddles of Food and Culture, 1985).[4] Dieser Ansatz geht davon aus, dass Nahrungstabus immer rational begründbar sind und Folge einer Kosten-Nutzen-Analyse im Hinblick auf effiziente Nahrungsversorgung. Das ist die „Theorie der optimalen Futtersuche“. Jede Kultur und jede soziale Gruppe entwickelt demnach Ernährungsgewohnheiten, die aufgrund der regionalen Gegebenheiten ökologisch und ökonomisch sinnvoll sind und den höchsten Nutzen versprechen. So weist Harris nach, dass die Kühe in Indien lebend sehr wertvoll sind bzw. waren, so dass es unklug wäre, sie zu schlachten und zu verspeisen; aus dieser Einsicht heraus entstand nach dieser Argumentation das Tabu der Heiligen Kühe.
2. der sozio-kulturelle oder funktionalistische Ansatz. Die Vertreter dieses Modells gehen davon aus, dass Tabus in erster Linie der Stärkung der Gruppenidentität und der Abgrenzung von anderen Gruppen dienen. Die Nahrungstabus stehen somit im Dienst einer sozialen Ordnung. Tabuisiert werden gezielt solche Speisen und Lebensmittel, die von den Gruppen gegessen werden, von denen eine Abgrenzung angestrebt wird. Ein bekannter Vertreter dieses Modells ist Frederick J. Simoons (Eat Not This Flesh. Food Avoidances in the Old World, 1967). Dieser Ansatz kann in der Regel jedoch nicht erklären, warum gerade ein bestimmtes Nahrungsmittel tabuisiert wird, nicht irgendein anderes. Die Bedeutung der jeweiligen Nahrung wird nicht weiter hinterfragt.[5]
3. der strukturalistische Ansatz, der vor allem von Mary Douglas (Purity and Danger, 1966), Claude Lévi-Strauss und in Deutschland von Ulrich Tolksdorf vertreten wird. Nahrungsmittel werden bei diesem Erklärungsmodell als Symbole angesehen, die dabei helfen sollen, eine gewisse gedachte Ordnung in die Umwelt zu bringen. Jede Kultur trennt daher nicht nur Nahrung in rein und unrein, heilig und profan. Reine Nahrung gilt als essbar, unreine als nicht essbar. Für die Klassifikation werden bestimmte Kriterien gebildet. Abgelehnt werden von manchen sozialen Gruppen die Tiere, die in keine Kategorie hineinpassen.
4. Ein abgewandeltes strukturalistisches Ernährungsmodell hat der Ethnosoziologe Edmund Leach eingeführt (Kultur und Kommunikation, 1974). Nicht essbar sind danach in der Regel Tiere, die entweder als zu fremd oder zu verwandt eingestuft werden, in Mitteleuropa also Raubtiere oder Insekten, aber auch Affen oder Hunde. Leach hat die Essbarkeit von Tieren in Beziehung gesetzt zu Regeln für eheliche Verbindungen. Ist die Beziehung zum „Objekt“ sehr nahe, dann gilt das Inzesttabu und ein Heiratsverbot, entsprechend sind Schoßtiere nicht essbar. Nähere Verwandtschaft bzw. räumliche Nähe bedeuten die Missbilligung einer Heirat, aber die Erlaubnis zu sexuellen Kontakten; entsprechend seien Haustiere (Nutztiere) als Jungtiere essbar. Nicht verwandt, aber auch nicht sehr fern entsprechen der Heiratserlaubnis und der Essbarkeit von Wildtieren. „Sehr fern“ schließt engere soziale Kontakte bei Menschen aus und die Essbarkeit von Tieren, die als „zu wild“ oder „zu fremd“ abgelehnt werden.
5. der evolutionspsychologische Ansatz, vertreten von Fessler/Navarrete.[6] Diese Forscher gehen davon aus, dass Emotionen die Basis von Nahrungstabus sind, und argumentieren damit, dass das Gefühl des Ekels sich im Laufe der Evolution herausgebildet habe, um die Nahrungsauswahl zu erleichtern und das Risiko, an „falscher Nahrung“ zu sterben, zu minimieren. Dieses Risiko sei bei Fleisch größer als bei Pflanzen. Diese Ekelgefühle seien durch Übelkeit und Erbrechen nach Verzehr des Falschen gewissermaßen im Gehirn verankert worden. Die Autoren schreiben: „… für viele Tabus war Ekel der Auslöser, der ein Kaskaden-Phänomen in Gang setzte, bei dem normative Moralisierung und egozentrische Empathie erst später eine Rolle spielten.“[7] Fleisch biete sich durch seine animalische Herkunft stärker als Projektionsobjekt für symbolische Zuschreibungen und so genanntes Magisches Denken an als pflanzliche Lebensmittel, was zur Verstärkung der Tabuisierung beitrage. Dieser Ansatz ist angreifbar, denn es scheint durch Studien erwiesen, dass Ekel nicht angeboren und daher kein Instinkt ist; angeboren sind lediglich gewisse, sehr elementare Geschmackspräferenzen, die bei allen Menschen relativ ähnlich sind, wie die Vorliebe für Zucker, und im Laufe des Erwachsenwerdens häufig verschwinden.

Alle diese Überlegungen haben den Nachteil, dass sie nicht einmal die Mehrzahl aller bekannten Nahrungstabus zufriedenstellend erklären können. Eva Barlösius: „Es ist höchst unwahrscheinlich, dass so unterschiedlichen Phänomenen wie dem Tötungsverbot von Rindern in Indien, der Ablehnung von Pferdefleisch in Nordeuropa, dem Widerwillen gegen Hunde- und Katzenfleisch in Europa und Nordamerika und dem mosaischen und islamischen Schweinefleischtabu jeweils das gleiche verursachende Prinzip zugrunde liegt.“

## Religiös begründete Nahrungstabus

### Rindfleisch
Eines der bekanntesten Nahrungstabus ist das religiös begründete Verbot für Hindus, Rinder zu schlachten und zu essen. Vor allem milchgebende Kühe gelten als heilig und unantastbar. Die Kuh gilt als Verkörperung der Göttin Prithivi Mata, Mutter Erde. Außerdem wuchs Krishna, eine Inkarnation des Gottes Vishnu, hinduistischer Überlieferung zufolge in der Familie eines Kuhhirten auf und wird auf Abbildungen häufig als Hirte mit einer Kuh dargestellt. Ein Stier namens Nandi ist das Begleittier des Gottes Shiva. Für manche Hindus bedeutet die Wiedergeburt als Kuh die Stufe direkt unterhalb der des Menschen und wer eine Kuh tötet, dessen Seele soll wieder auf die unterste von 87 Stufen zurücksinken. Hier gelten die Kuhmilch und alle Ausscheidungen von Kühen als rein.
In den meisten indischen Bundesstaaten und Unionsterritorien ist das Schlachten von Rindern gesetzlich verboten oder nur eingeschränkt zulässig, eine einheitliche unionsweite Regelung gibt es in Indien jedoch nicht.
Von Mahatma Gandhi ist das Zitat überliefert:

“The central fact of Hinduism is cow protection. Cow protection to me is one of the most wonderful phenomena in human evolution. […] Cow protection is the gift of Hinduism to the world. And Hinduism will live so long as there are Hindus to protect the cow.”

„Im Mittelpunkt des Hinduismus steht der Schutz des Rindes. Der Schutz des Rindes ist für mich eines der wundervollsten Phänomene in der menschlichen Evolution. […] Der Schutz des Rindes ist das Geschenk des Hinduismus an die Welt. Und der Hinduismus wird leben, solange es Hindus gibt, die das Rind schützen.“

Die Rinderverehrung unter Hindus ist jedoch durchaus unterschiedlich stark ausgeprägt. Während einige, besonders im Norden Indiens, ein enges emotionales Verhältnis zu den Tieren haben, verzichtet man im südlichen Kerala lediglich auf das Schlachten und verkauft alte Tiere an christliche oder muslimische Metzger; Rindfleisch wird dort auch gegessen. Von den 450 unteren Kasten, die es offiziell in Indien gibt, ist 117 der Verzehr von Rindfleisch erlaubt. Aus finanziellen Gründen kommt für sie meist nur das Fleisch verendeter Tiere in Frage. Für die Mehrheit der Hindus ist Rindfleisch jedoch tabu. Altersschwache und unproduktive Kühe können meist im Stall bleiben und werden weiter gefüttert; manchmal bringt man sie in speziellen Tierheimen unter, wo sie das Gnadenbrot erhalten. Laut dem Anthropologen Marvin Harris gab es in den 1980er Jahren in Indien rund 3000 solcher „Altersheime“ für Kühe, in denen etwa 580.000 Tiere lebten. Die meisten davon gehörten Anhängern des Jainismus.

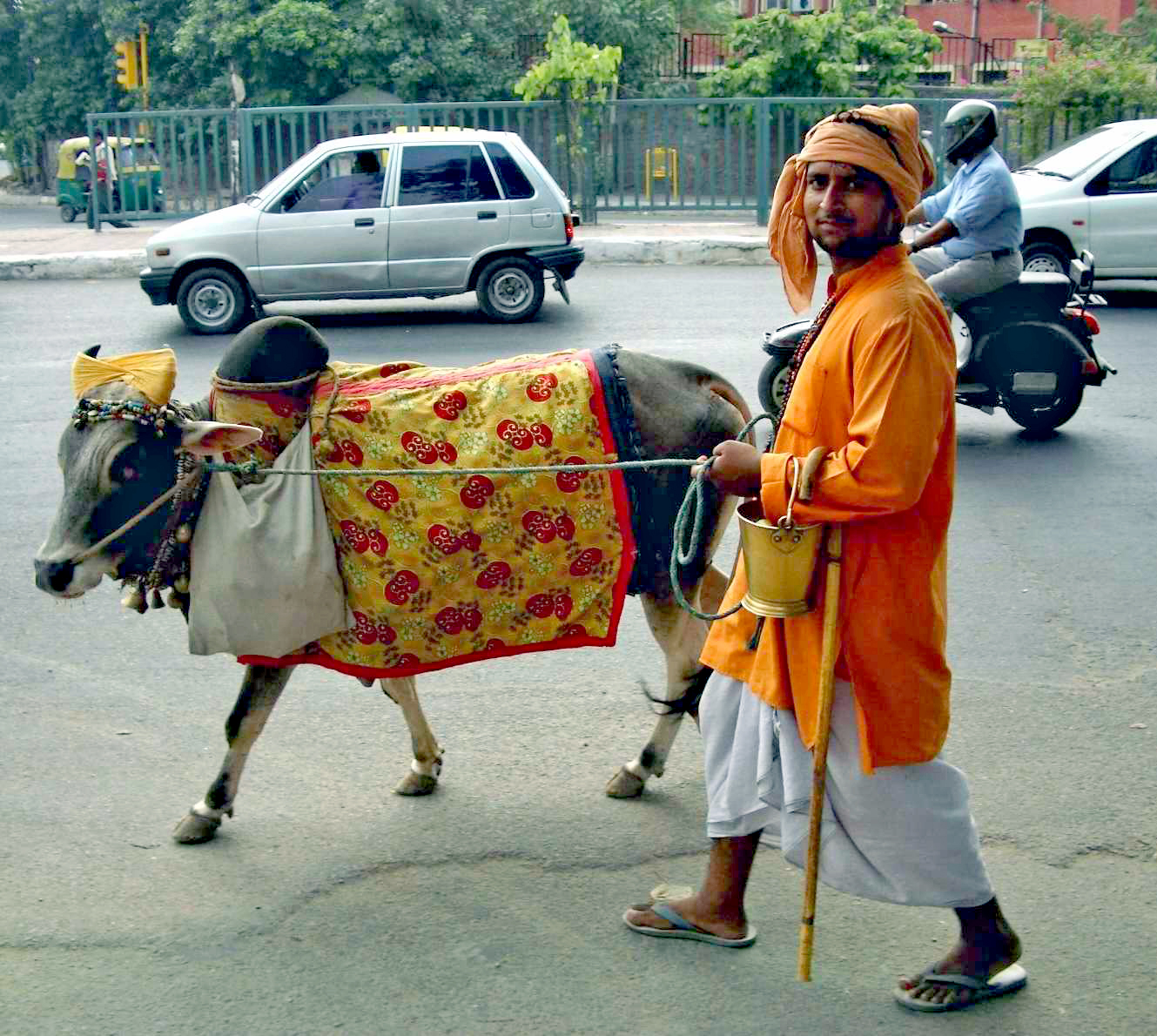
Kuh auf den Straßen von Delhi

Die meisten Hindus glauben, dass die Inder bereits in alter Zeit Rinder verehrt und grundsätzlich nicht geschlachtet haben – der Rindfleischverzehr sei erst mit den Muslimen im Land verbreitet worden. Diese Meinung lässt sich jedoch anhand von Quellen widerlegen. Von 1800 bis 800 v. Chr. lebten die indoarischen Träger der vedischen Kultur in Nordindien, ein Nomadenvolk, das den Quellen zufolge Rinder sowohl aß als auch als Teil religiöser Rituale opferte. Die Opfertiere wurden nach der Tötung unter den Gefolgsleuten der Priester und Krieger aufgeteilt. Diese Darstellung entspricht den Forschungserkenntnissen der Indologen aufgrund der Auswertung altindischer Quellen. „Das Rind war in vedischer Zeit nicht nur eines der wichtigsten Opfertiere, sondern wurde auch im alltäglichen Leben gerne und viel verspeist, wie aus (…) zahlreichen (…) Texten hervorgeht. Noch zu Zeiten des Kaisers Ashoka in der Mitte des 3. Jahrhunderts v. Chr. gab es kein Rindertötungstabu. Die Brahmanen aßen Rindfleisch, und vor allem Gäste wurden mit Rindfleisch bewirtet (…). Im Laufe der Zeit wird Rindfleisch aber schließlich völlig und für alle Hindus tabu, während die von der Kuh stammenden Produkte für heilig, rein und purifizierend erklärt werden.“
Zu vedischer Zeit gab es bereits vier Kasten: die Priesterkaste der Brahmanen, eine Kriegerkaste, eine Bauern- und Handwerkerkaste und eine Knechtkaste. Als die Bevölkerung wuchs, wurde zunehmend mehr Ackerland gebraucht, so dass es weniger Weideland gab und damit auch weniger Rinder. So aßen bald nur noch die privilegierten Kasten das begehrte Fleisch. Um 600 vor unserer Zeitrechnung kam es durch Kriege und Überschwemmungen zu Hungersnöten, und zu dieser Zeit entstand der Buddhismus als konkurrierende Religion. Er verurteilte Tieropfer und das Schlachten von Tieren generell.
Das Ergebnis dieses „Konkurrenzkampfs“ in Indien führte laut Harris zur Entstehung des Nahrungstabus im Zusammenhang mit den Rindern: „Neunhundert Jahre lang kämpften Buddhismus und Hinduismus um die Mägen und Köpfe der indischen Bevölkerung. Am Ende konnte der Hinduismus den Kampf für sich entscheiden, aber erst, nachdem die Brahmanen sich von der Tieropferfixierung des Rigweda gelöst, das Tötungsverbot […] als Prinzip übernommen und sich selbst als Beschützer des Rindes statt als sein Vernichter etabliert hatten. […] Statt Fleisch wurde jetzt Milch zur wichtigsten rituellen Nahrung im Hinduismus […]“.
Wären die Rinder mit einem negativen Tabu belegt worden, hätte das das Aus für die Rinderzucht bedeutet, denn „unreine“ Tiere werden von Gläubigen nicht gehalten. Die Rinder spielten und spielen jedoch  noch für die Ackerbau treibende Bevölkerung in Indien eine wichtige Rolle und sind unverzichtbar, denn sie dienen als Zugtiere auf dem Feld, liefern Milch, und der Kuhdung wird sowohl als Dünger als auch als Heizmaterial gebraucht. Außerdem sichert der Besitz nur einer einzigen Kuh vielen Kleinbauern überhaupt ihren Status als Besitzer eines winzigen Stück Landes. Das ist nach der Argumentation von Harris der Grund für die Ausbildung des Tabus der Heiligen Kühe. Das eigentliche Motiv habe mit der Religion nichts zu tun, sondern sei ökonomischer Art.
Nach dem sozio-kulturellen Erklärungsmodell dient das Nahrungstabu der Stärkung der eigenen Identität der Hindus und der Abgrenzung von anderen Religionsgruppen wie Christen und Muslimen.

### Schweinefleisch

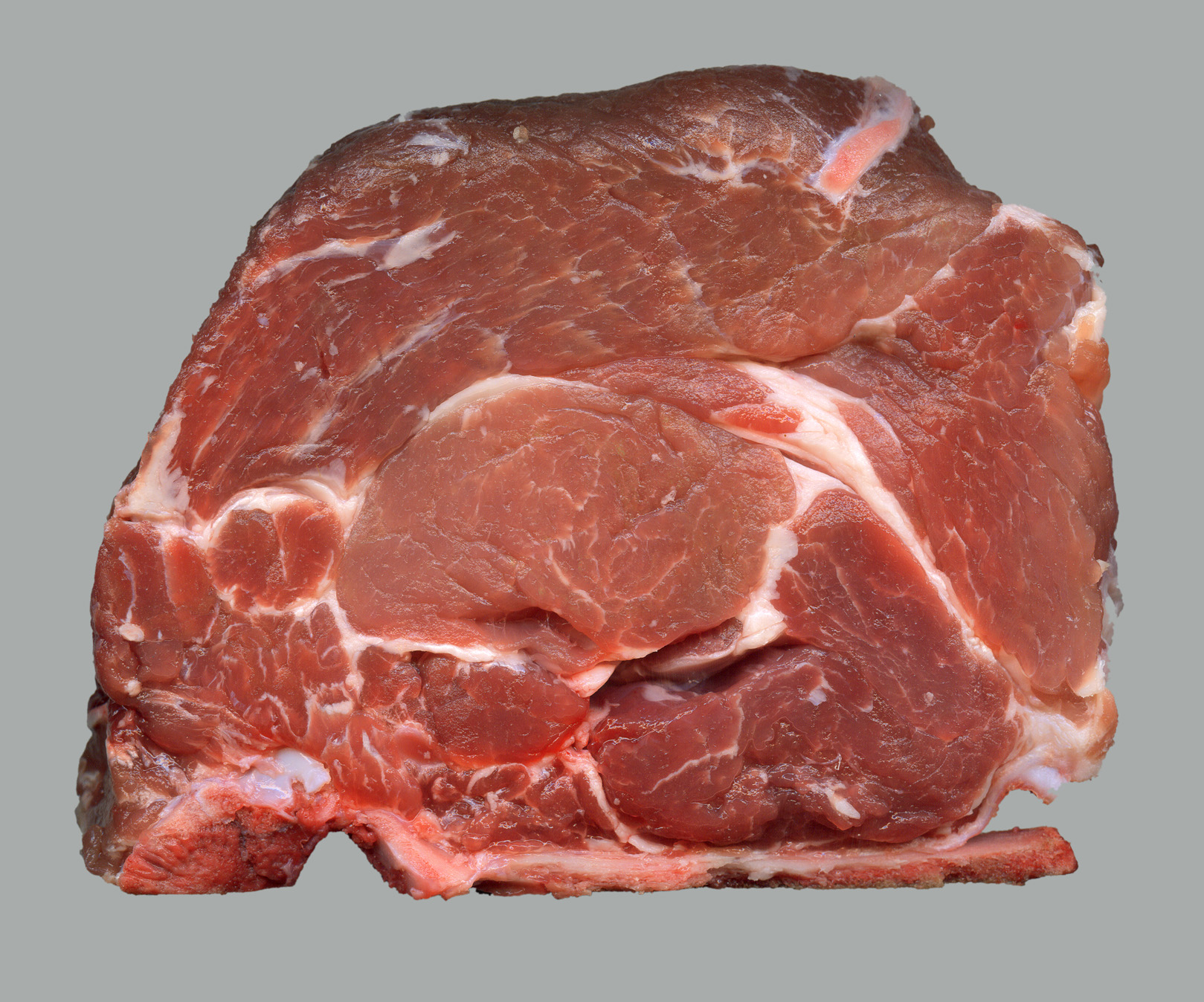
Schweinenacken mit Knochen

Sowohl für Juden als auch für Muslime ist Schweinefleisch tabu. In beiden Religionen ist dieses Speiseverbot schriftlich fixiert. Die Tora verbietet den Verzehr einer ganzen Reihe von Tieren, darunter auch den des Schweins. So heißt es im 3. Buch Mose:

„3 Alle Tiere, die gespaltene Klauen haben, Paarzeher sind und wiederkäuen, dürft ihr essen. […] 7 ihr sollt für unrein halten das Wildschwein, weil es zwar gespaltene Klauen hat und Paarzeher ist, aber nicht wiederkäut. 8 Ihr dürft von ihrem Fleisch nicht essen und ihr Aas nicht berühren; ihr sollt sie für unrein halten.“

Auch die Judenchristen in der Jerusalemer Urgemeinde befolgten die jüdischen Speiseverbote. Der Erfolg der christlichen Mission unter Nichtjuden warf nun die Frage auf, inwieweit man von bekehrten Heiden verlangen konnte, diese Vorschriften ebenfalls einzuhalten. Auf dem „Apostelkonzil“ um 48/49 n. Chr. einigte man sich zunächst auf einen Kompromiss, um weiterhin das gemeinsame Mahl von Judenchristen mit Heidenchristen zu ermöglichen: Die Heidenchristen sollten sich zumindest der „Unzucht“ enthalten sowie des Genusses von Ersticktem, Blut und Götzenopferfleisch (Apg 15,1–29 ). Schweinefleisch wird hier nicht explizit erwähnt, gehörte bei Griechen und Römern aber mit zu den am häufigsten im Kult verwendeten Opfern. Besonders der „Heidenapostel“ Paulus lehnte die jüdischen Speisevorschriften jedoch grundsätzlich ab. Er hielt sie für ein Anzeichen von Glaubensschwäche (Röm 14,1–23 ), und schon in den Pastoralbriefen wird jeglicher Speiseverzicht als Undankbarkeit gegen die Gaben Gottes und als „Lehre der Dämonen“ gebrandmarkt (1 Tim 4,1–5 ). Die judenchristlichen Ansichten verloren nun schnell an Bedeutung und konnten sich nur noch lokal bis ins 4. nachchristliche Jahrhundert halten, besonders im Ostjordanland und in Syrien.
Die Speisevorschriften im Koran sind denen des „Apostelkonzils“ ähnlich. Der Koran verbietet explizit nur das Schwein als einziges Tier:

„Verboten hat Er euch nur (den Genuss von) natürlich Verendetem, Blut, Schweinefleisch und dem, worüber etwas anderes als Allah angerufen worden ist. Wenn aber jemand (dazu) gezwungen ist, ohne (es) zu begehren und ohne das Maß zu überschreiten, so trifft ihn keine Schuld […].“

Allerdings gibt es im Islam eine grundsätzliche Einteilung der Lebensmittel in rein (halāl) und unrein (harām), die als bindend gilt, auch wenn sie nicht explizit auf dem Korantext basiert.
Das Schweinefleischtabu in Judentum und Islam wird spätestens seit dem 12. Jahrhundert oft damit begründet, dass Schweine im wahrsten Sinne des Wortes unsaubere Tiere seien, die sich mit Vorliebe im Dreck wälzten und ihren eigenen Kot fressen, wie es bei nicht artgerechter Haltung oder Nahrungsmangel auftritt. Der jüdische Leibarzt des Sultans Saladin, Maimonides, schrieb: „Wenn das Gesetz das Schweinefleisch verbietet, so vor allem deshalb, weil die Lebensgewohnheiten und die Nahrung des Tiers höchst unsauber und ekelerregend sind. […] Das Maul eines Schweines ist so schmutzig wie der Kot selbst.“ Da sie keine Schweißdrüsen haben, wälzen sie sich zur Abkühlung im Schlamm. Und auch Hühner und Ziegen fressen mitunter Kot. Eine wissenschaftliche Begründung aus dem 19. Jahrhundert begründete die „Unreinheit“ mit einer möglichen Erkrankung an Trichinose durch nicht vollständig gegartes Schweinefleisch. Allerdings kann auch das rohe Fleisch anderer Tierarten schwere Krankheiten hervorrufen. Die Trichinose wurde von Wissenschaftlern erst Ende des 19. Jahrhunderts entdeckt und kann daher nicht der Grund für die Entstehung dieses Tabus gewesen sein. „Wäre der hygienische Aspekt die Hauptursache für das Verbot, dann müsste Rindfleisch noch dringender verboten werden, da es einen Parasiten enthalten kann, der die tödliche Krankheit des Milzbrandes hervorruft, während die Folgen einer Trichinenkontamination weniger schwerer Natur sind […]“.

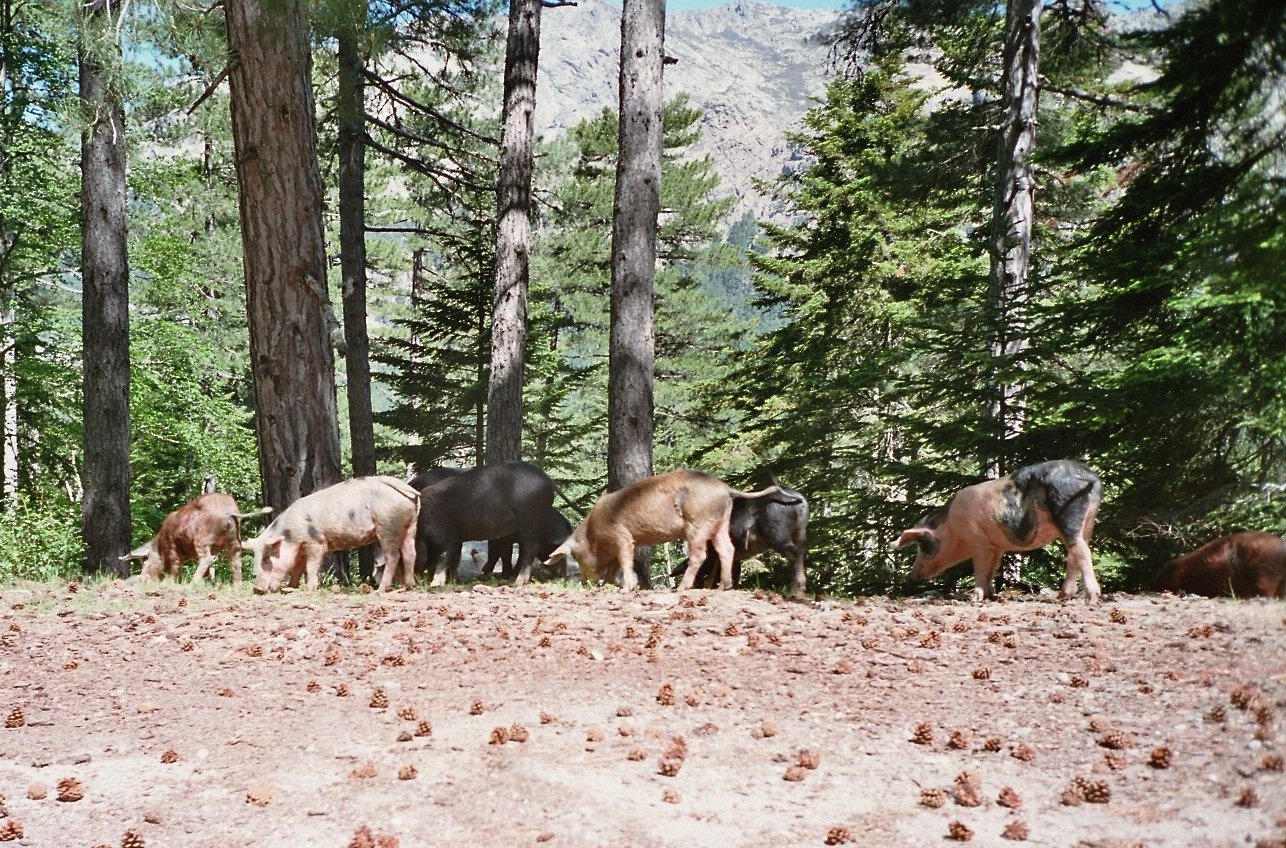
Halbwilde Hausschweine auf Korsika

Archäologische Funde belegen, dass früher in der Region des Nahen Ostens Schweine gehalten und gegessen wurden. Zur Zeit des Neolithikums gab es dort noch ausreichend Eichen- und Buchenwälder, in denen Schweineherden Futter und Schatten fanden. Im Neuen Testament wird noch eine Schweineherde im Gebiet der hellenistischen Dekapolis erwähnt. Aufgrund des Bevölkerungswachstums wurden aber immer mehr Wälder gerodet, um Ackerland zu gewinnen.
Ohne Hutewälder zur Eichelmast wurde die Schweinehaltung in heißen Gegenden unökonomisch, denn Schweine sind zwar Allesfresser, können im Gegensatz zu Wiederkäuern aber keine Pflanzen mit hohem Zellulosegehalt verdauen, also kein Gras. Als Haustiere müssen sie mit Getreide oder anderen Feldfrüchten gefüttert werden, wodurch sie, im Unterschied zu den Wiederkäuern, zu Nahrungskonkurrenten der Menschen werden. Im Gegensatz zu Rindern sind Schweine nicht als Zugtiere geeignet, sie sind keine Reittiere, sie lassen sich nicht melken, und ihr Fell ist weniger vielseitig verwertbar.
Marvin Harris geht darum von ökonomischen und ökologischen Faktoren als Grund für das Tabu aus. Durch Vergrößerung der Ackerflächen, Holzeinschlag und Erosion gingen in den Ländern des Nahen Ostens und Nordafrikas die vormals ausgedehnten Wälder um 2000 v. Chr. auf nur noch kleine Restbestände zurück. Die Schweine, die bis dahin in Eichen- und Buchenwäldern Schatten, Nahrung und feuchten Schlamm zum Suhlen gefunden haben, verloren ihre ökologische Nische und wurden zum Nahrungskonkurrenten des Menschen, wenn sie sich zur Nahrungssuche auf landwirtschaftlich genutzte Flächen begaben. Durch die veränderten Lebensbedingungen waren Schweine nur noch eingepfercht an Orten mit Wasserangebot zu halten. In begrenztem Raum ist die Schweinehaltung weniger hygienisch. Die Tiere wälzen sich in ihrem Kot. In warmem Klima können sich zudem bestimmte Krankheiten besser ausbreiten. In der Folge setzte sich die Haltung von Rindern, Schafen und Ziegen durch, da sie sich als Wiederkäuer von für Menschen unverdaulichen Pflanzen ernähren und besser mit Wasserknappheit und Hitze zurechtkommen. Zunächst begann der Verzehr von Schweinefleisch in Phönizien, Ägypten und Babylonien mit religiösen Verboten belegt zu werden, später auch bei den Juden und schließlich den Muslimen.
Sowohl das Kerngebiet des Judentums als auch das des Islam liegen im Nahen Osten. Marvin Harris: „Das wiederholte Auftreten der Aversionen gegen das Schwein in verschiedenen Kulturen des Vorderen Orients stützt […] unsere Ansicht, dass das Schweinefleischverbot der alten Israeliten eine Reaktion auf weit verbreitete Lebensbedingungen und nicht die Folge eines Glaubenssystems war, das den Vorstellungen einer bestimmten Religion über reine und unreine Tiere entsprang.“
Das strukturalistische Erklärungsmodell geht im Gegensatz dazu davon aus, dass Nahrungstabus die Denkmodelle einer Gesellschaft widerspiegeln. Mary Douglas interpretiert die Speisegesetze des Alten Testaments als Teil einer Ordnung, in der die Attribute „rein“ und „unrein“ eine wichtige Rolle spielen. Heilig und rein seien alle Dinge, die makellos, vollkommen und eindeutig einzuordnen seien. Für Tiere werden in den Büchern Mose drei Gruppen gebildet für Tiere im Wasser, in der Luft und auf dem Land, wobei es für jede Gruppe bestimmte Kriterien gibt. Tiere, die alle Kriterien erfüllen, gelten als rein und damit essbar, die anderen als unrein. Das Schwein wird laut Douglas als unrein eingestuft, weil es den Kriterien für essbare Landtiere nicht entspricht. Allerdings räumt die Forscherin ein, dass diese Kriterien offenkundig erst später schriftlich festgelegt wurden, um bereits bestehende Essgewohnheiten zu stützen und zu begründen. Auch Eva Barlösius sagt: „Einige der tabuisierten Speisen wurden lange bevor die mosaischen Speisegesetze entstanden, nicht gegessen. Die Klassifikation der Tiere nach dem Kriterium ‚paarzehige Wiederkäuer‘ wurde demnach erst im Nachhinein erfunden.“
Frederick J. Simoons als Vertreter der funktionalistischen Theorie sieht in dem Schweinefleischtabu die Folge eines Konflikts zwischen sesshaften und nicht-sesshaften Gruppen. Die Schweinehaltung sei für die Lebensform der Nomaden, also der alten Israeliten, ungeeignet gewesen und daher aufgegeben worden. Das Schwein sei so zu einem Symbol der Sesshaftigkeit geworden und aus diesem Grund abgelehnt worden. Sein Verzehr sei mit Volksstämmen assoziiert worden, die das Volk Israel bedrohten. Diese Erklärung hält der Islamwissenschaftler Peter Heine für plausibel, der darauf verweist, dass im alten Ägypten Schweine geschätzte Opfertiere waren. Er sieht als Hauptgrund des Tabus die „Betonung des Monotheismus gegenüber einer polytheistischen Umgebung“ an.
Sowohl islamische als auch jüdische Gelehrte lehnen solche Interpretationen und Überlegungen als „menschliche Auslegungsversuche des göttlichen Willens“ ab und berufen sich einfach auf die Festlegung Gottes, die ein Mensch weder interpretieren kann noch darf.

### Pferdefleisch

Französische Soldaten beim Verzehr von Pferdefleisch auf dem Russlandfeldzug

Pferdefleisch wird in vielen Ländern ebenso wie Rind- oder Schweinefleisch verzehrt. In manchen Ländern wird es tabuisiert oder gemieden. Die Römer der Antike aßen offenbar weniger Pferdefleisch als Eselfleisch.
Die jüdischen Speisegesetze untersagen den Verzehr von Pferdefleisch. Im Islam gelten Pferde und Esel ebenfalls nicht als reguläre Lebensmittel, da sie als Nutztiere nicht halāl sind. Im Christentum galt lange Zeit ein päpstliches Schlachtverbot für Pferde. Im 16. Jahrhundert galt der Verzehr von Pferdefleisch als ein Beweis für Hexerei und teufelsbündlerische Umtriebe.
Pferdefleisch ist eher mager und hat so einen geringeren Brennwert. Der Gehalt an bioverfügbarem Eisen ist vergleichsweise hoch. Knochenfunde und Höhlenmalereien aus der Steinzeit belegen, dass die Menschen damals häufig Pferde erlegten und verzehrten. Als in Europa aufgrund der Klimaveränderung die ausgedehnten Weideflächen von Wäldern verdrängt wurden, ging der Wildpferdebestand zurück. Für Reitervölker wie Mongolen und Hunnen verblieb Pferdefleisch ein bedeutender Bestandteil der Ernährung. Pferde wurden nicht zum Verzehr gezüchtet, denn als Fleischlieferanten sind Rinder, Schweine und Geflügel aufgrund der effektiveren Futterverwertung besser geeignet.
Die Mauren verfügten über berittene Heere. Sie eroberten im Jahr 711 Spanien und überquerten 720 die Pyrenäen; 732 konnten sie in der Schlacht von Tours durch das Heer von Karl Martell mit Mühe geschlagen werden, sodass ihr weiterer Vormarsch gestoppt wurde. Die Kavallerie soll bei diesem Sieg eine wichtige Rolle gespielt haben. Zu dieser Zeit waren bei vielen heidnischen Völkern, auch den Germanen, Tieropfer für die Götter üblich; Pferde wurden regelmäßig geschlachtet. Nach der Schlacht von Tours im Jahr 732 schrieb Papst Gregor III. einen Brief an den Missionar Bonifatius, in dem er ihn aufforderte, den Verzehr von Pferden ab sofort zu untersagen: „Unter anderem hast du auch erwähnt, einige äßen wilde Pferde und sogar noch mehr äßen zahme Pferde. Unter keinen Umständen, heiliger Bruder, darfst du erlauben, dass dergleichen jemals (wieder, erg.) geschieht. […] Denn dieses Tun ist unrein und verabscheuungswürdig.“
Marvin Harris sieht einen Zusammenhang zwischen der Bedeutung der Pferde für die Ritter und dem drohenden Vormarsch der islamischen Mauren sowie dem päpstlichen Verbot. Die Pferde waren zu kostbar für die Verteidigung der christlichen Gebiete, als dass man sie hätte schlachten dürfen. Zu Tode gekommene Tiere wurden von den unteren Bevölkerungsschichten, die sich kaum anderes Fleisch leisten konnten, verzehrt. In Frankreich wurden im 18. Jahrhundert wiederholt Verordnungen erlassen, die den Verzehr von Pferdefleisch untersagten, was ein Hinweis darauf ist, dass dies immer wieder vorkam. Ein Meinungsumschwung soll durch die Schlacht bei Eylau im Jahr 1807 erfolgt sein, als der oberste Heeresarzt in Napoleons Armee, Baron Dominique Jean Larrey, den hungrigen Soldaten empfahl, das Fleisch getöteter Pferde zu essen. Mehrere französische Wissenschaftler betonten im 19. Jahrhundert den Nährwert dieses Fleisches und empfahlen es ausdrücklich für ärmere Familien. Während der Belagerung von Paris im Jahr 1871 durch die deutsche Armee sollen in der Stadt massenweise Pferde geschlachtet worden sein, um die Versorgung der Bevölkerung zu sichern.
Während in Frankreich und einigen anderen europäischen Ländern der Konsum von Pferdefleisch im 19. Jahrhundert wieder zugelassen und sogar gefördert wurde, trifft dies auf Großbritannien und die Vereinigten Staaten nicht zu, obwohl dort der Katholizismus keine wichtige Rolle spielte. Harris erklärt das damit, dass es in England aufgrund seines Handelsimperiums seit dem 18. Jahrhundert keinen Mangel an anderem essbaren Fleisch gegeben habe, auch nicht für die unteren Schichten. Das gelte ebenso für die Vereinigten Staaten. Allerdings berichtet er auch, dass der Verzehr von Pferdefleisch in diesen Ländern von Teilen der Bevölkerung entschieden abgelehnt würde. Es würde als „nicht essbar“ betrachtet, also tabuisiert. Amerikaner seien dennoch bereit, Pferdefleisch zu essen, wenn es deutlich billiger als Rind- oder Schweinefleisch wäre. Er führt die existierenden Aversionen auch auf eine „Rindfleisch-Lobby“ und anhaltende Proteste von Tierschützern zurück, deren Motive er jedoch nicht hinterfragt. In Texas gibt es zwei große Pferdeschlachthöfe, die das Fleisch fast ausschließlich ins Ausland liefern. Ein Teil wird zu Hundefutter verarbeitet.
Die Aufrechterhaltung des Pferdefleischtabus in der heutigen Zeit in überwiegend protestantischen Gegenden wird auch damit erklärt, dass einige Tiere nicht verzehrt würden, weil sie als Haustiere gelten, nicht als Nutztiere, und den somit Menschen zu nahe stehen, um als Nahrungsmittel in Frage zu kommen.

### Hirschfleisch
In den Glaubensvorstellungen südamerikanischer Ureinwohner, insbesondere von Stämmen in Ostperu und Zentralbrasilien (bspw. Matsigenka) ist noch immer der Verzehr von Hirschen stark tabuisiert. Durch die beobachtbare Lebensweise, die ihn als einen Einzelgänger charakterisiert, der zudem „nachtaktiv, scheu, schnell [und] leise“ ist, haben sich Glaubensvorstellungen entwickelt, die ihn als einen Träger menschlicher Seelen ansehen. „Als Träger der menschlichen Totenseele gilt der Hirsch als Dämon, und diese dämonische Kraft, die dem Tier zugeschrieben wird, macht sein ‚Sanktionspotential‘ aus,“ betont Monika Setzwein die Ursprünge dieser Vorstellung. Allerdings folgen auf den Verzehr von Hirschfleisch keinerlei soziale Maßregelungen. Durch die Auslöschung der Lebewesen in dieser Region und christliche Indoktrinationskampagnen durch Missionare wird dieses Nahrungstabu langsam aufgebrochen.

### Blut

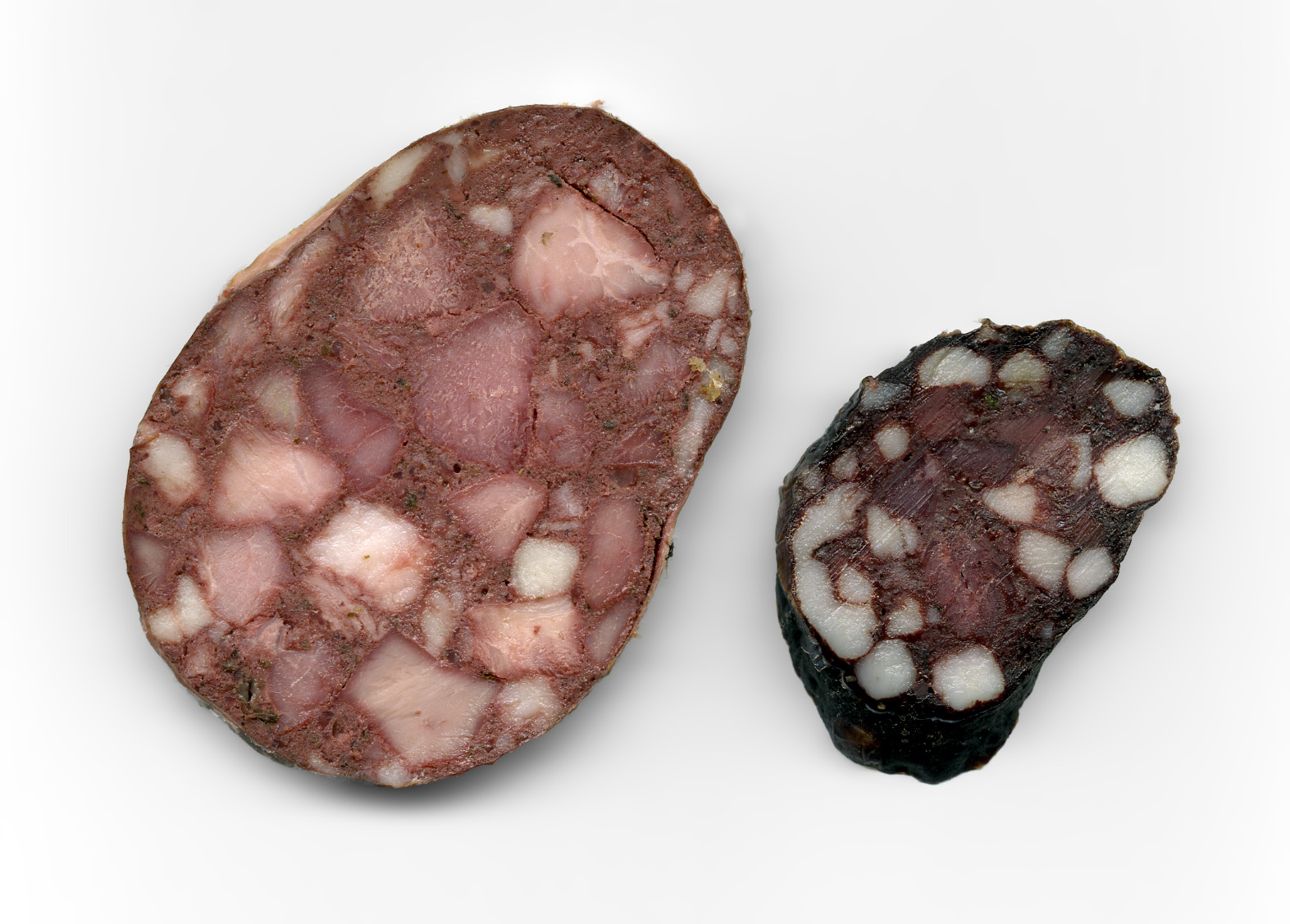
Geräucherte frische Blutwurst mit Fleisch, rechts getrocknete Blutwurst mit Speck

Sowohl im Judentum als auch im Islam ist der Verzehr von Blut, blutigem Fleisch und Lebensmitteln, die Blut enthalten, tabu. In der Bibel heißt es im 5. Buch Mose (12,23): „Doch beherrsche dich und genieße kein Blut, denn Blut ist Lebenskraft, und du sollst nicht zusammen mit dem Fleisch die Lebenskraft verzehren.“ Dieses Verbot wird in der Tora wiederholt; es heißt in Leviticus (7,26–27): „In all euren Wohnstätten dürft ihr keinerlei Blut genießen, weder von Vögeln noch von Vierfüßlern. Wer nur immer etwas Blut genießt, der soll aus seinem Volk hinweggetilgt werden.“ Im Koran lautet das entsprechende Verbot in Sure 5,4: „Verboten ist euch der Genuss von Fleisch verendeter Tiere, Blut, Schweinefleisch […]“. Diesem Tabu wird in beiden Religionen durch das Schächten als Schlachtmethode entsprochen, wobei das Tier ausbluten soll. Die jüdischen Speisegesetze schreiben auch vor, wie das Fleisch der als rein geltenden Tiere zuzubereiten ist, um das Blut daraus vor dem Verzehr zu entfernen. Selbst bei den Opferungen im Tempel, bei der die jüdischen Priester das Fleisch einiger Opfertiere essen durften, war der Genuss des Blutes der Opfertiere immer streng tabu.
Weniger bekannt ist, dass der Verzehr von Blut in der Frühzeit des Christentums von der Kirche untersagt wurde. Im Neuen Testament verbietet der Apostel Jakobus (Apg 15,19–21 ) den Verzehr von Götzenopferfleisch, Ersticktem und Blut.
Überliefert ist ein Blutwurst-Verbot des oströmischen Kaisers Leo VI.: „Es ist uns zu Ohren gekommen, dass man Blut in Gedärme, wie in Röcke, einpackt und so als ganz gewöhnliches Gericht dem Magen zuschickt. Es kann unsere kaiserliche Majestät nicht länger zusehen, dass die Ehre unseres Staates durch eine so frevelhafte Erfindung (…) fresslustiger Menschen geschändet werde. Wer Blut zu Speisen umschafft, der wird hart gegeisselt, bis auf die Haut geschoren und auf ewig aus dem Lande verbannt.“
In einer Koranauslegung (Razi, Band 2) heißt es, das Schächten sei notwendig, da sich bei anders geschlachteten Tieren das Blut in den Adern staue, dort verderbe und somit das Fleisch ungenießbar mache; dessen Verzehr sei gesundheitsschädlich. Diese Annahme ist aber nicht haltbar, weil auch bei der konventionellen Schlachtung der Tod durch Ausbluten erfolgt, jedoch unter vorheriger Betäubung des Tieres.
Mit den bekannten Erklärungsmodellen für Nahrungstabus (Unreinheit) ist das Bluttabu nicht oder nur unzureichend erklärbar. Nach jüdischem Glauben ist Blut aber nicht unrein, sondern „der Sitz der Seele“. Wenn eine Frau nach der Menstruation sieben Tage lang als unrein gilt, so bezieht sich das nicht auf ihre Blutung an sich, sondern weil in ihr ein Absterbeprozess stattgefunden hat, der den betroffenen Menschen unrein macht. Blut aus Wunden eines tödlich verletzten Menschen (auch in Kleidungen) muss so weit wie möglich mit beerdigt werden, damit kein Blut verloren geht. Das Nahrungstabu kann also nicht isoliert gesehen werden.

## Nichtreligiöse Nahrungstabus

### Hundefleisch

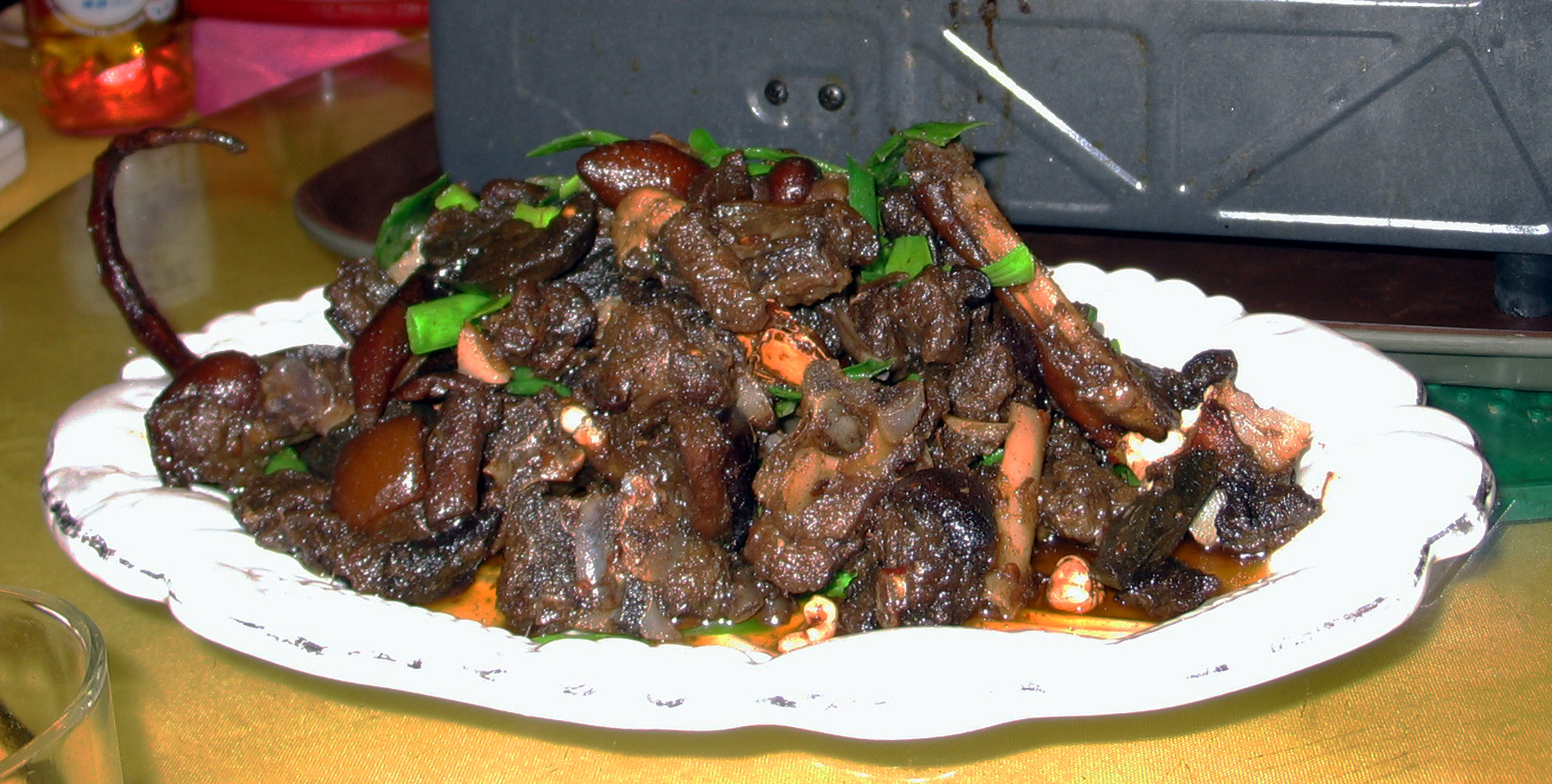
Hundefleisch-Gericht in China mit zur Garnierung an den Tellerrand gestecktem Schwanz

Hundefleisch ist nur in wenigen Ländern ein Nahrungsmittel, während es in zahlreichen Ländern absolut tabu ist. Es ist jedoch nicht so, dass der Verzehr von Hunden in Europa nie üblich oder nur auf Notzeiten beschränkt war. Dieses Nahrungstabu hat sich hier den Quellen zufolge erst in jüngerer Vergangenheit entwickelt und weitgehend durchgesetzt, parallel zur wachsenden Bedeutung der Tierschutzbewegung in Europa. Hundefleisch wird unter anderem in China, Korea, Vietnam, auf den Philippinen, Osttimor und im Kongo gegessen. Es gibt jedoch ernsthafte Hinweise darauf, dass zumindest bis in die jüngste Zeit hinein in der Schweiz, wo der Privatkonsum legal ist, und auch in Deutschland Hunde gegessen wurden. Für die Zeit um 1900 gibt es offizielle Angaben über Hundeschlachtungen für Chemnitz, Dresden und Zwickau. Im Mai 2006 erregte ein Interview von Prinz Henrik von Dänemark Aufsehen, das in einer dänischen Zeitschrift erschien und in dem er offen äußerte, dass er sowohl ein Liebhaber lebender Hunde als auch von Hundefleisch sei, denn zum Verzehr bestimmte Hunde würden eigens dafür gezüchtet, das sei also vergleichbar mit Hühnern. Der Geschmack von Hunden erinnere an Kalbfleisch. Der Prinz war gebürtiger Franzose und in Indochina aufgewachsen, wo er Gerichte aus Hundefleisch kennen lernte.
Rein ernährungsphysiologisch gesehen ist Hundefleisch zum Verzehr geeignet. Die Akzeptanz oder Ablehnung dieses Fleisches als Nahrung durch eine Gesellschaft oder soziale Gruppe ist, wie bei anderen Fleischsorten auch, als kulturell erworben anzusehen. Da Hunde in Europa und den Vereinigten Staaten beliebte Haustiere sind, wird die Diskussion über dieses Nahrungstabu bzw. dessen Nichtexistenz in manchen Ländern häufig sehr emotional geführt. Im Zusammenhang mit der Fußball-Weltmeisterschaft 2002 in Südkorea gab es internationale Kritik daran, dass der Verzehr von Hundefleisch in Korea nicht explizit verboten ist. Die Schauspielerin und Tierschützerin Brigitte Bardot sprach beispielsweise von „barbarischen Unsitten“ und handelte sich dafür den Vorwurf des Rassismus ein.
Haustiere, die gewissermaßen als Teil der Familie gelten und „gehätschelt“ werden, werden von Anthropologen wie Harris als Schoßtiere bezeichnet, um sie von Haustieren abzugrenzen, die eher als Nutztiere gelten wie Kühe und Schweine. In Europa und den Vereinigten Staaten gelten Schoßtiere wie Hunde überwiegend als nicht essbar. Harris bestreitet jedoch aufgrund seiner sozioökonomischen Theorie, dass die emotionale Bindung an Tiere der wesentliche Grund für die Entstehung eines Nahrungstabus sei. Er führt als Begründung Beispiele von ursprünglich lebenden Ethnien an, die Hunde oder Schweine im Haus halten und hätscheln, diese Tiere aber dennoch schlachten und essen, zum Beispiel die Māori. Nach Harris ist das Hundetabu ein weiteres Beispiel einer Kosten-Nutzen-Rechnung: „Wir im Westen verzichten darauf, Hunde zu essen, nicht weil Hunde unsere Lieblinge unter den Tieren sind, sondern im Grunde deshalb, weil Hunde, da sie selbst Fleischfresser sind, eine ineffektive Fleischquelle darstellen; wir verfügen über eine große Fülle alternativer Quellen tierischer Nahrung, und Hunde können uns lebendig zahlreiche Dienste leisten, die den Wert ihres Fleisches und Kadavers weit übertreffen.“ Er stellt die Hypothese auf, dass in China Hunde gegessen werden, weil anderes Fleisch dort immer wieder knapp sei. „Und was den Dienst angeht, den Hunde anderswo als Gesellschafter für den Menschen leisten, so ist Gesellschaft das einzige, wovon man in einem Land mit einer Milliarde Einwohner jede Menge kriegt.“ Auch diese soziale Funktion von Hunden ist laut Harris eine „Dienstleistung“ und hat damit einen reinen Nutzwert.

#### Asien
In mehreren ost- und südostasiatischen Ländern wird Hundefleisch verzehrt und teilweise in Restaurants angeboten. Es handelt sich dabei aber nicht um eine Alltagsspeise; Hundefleisch gilt in diesen Ländern unter Liebhabern als hochwertige Spezialität und hat fast den Rang eines Heilmittels, ist also nicht billig. In Seoul hat sich eine Protestbewegung gegen den Verzehr von Hundefleisch gebildet.
Das bekannteste koreanische Gericht mit Hundefleisch ist eine Suppe namens Bosintang, es gibt jedoch auch noch einige andere Speisen. Es trifft zumindest für Restaurants nicht zu, dass beliebige Haushunde im Kochtopf oder in der Pfanne landen; für den Verzehr werden „Tafelhunde“ gezüchtet, die gu genannt werden, während die üblichen Haushunde gyun heißen. Dem Verzehr von Hundefleisch werden in Korea gesundheitsfördernde Wirkungen zugeschrieben, darunter die Förderung der Rekonvaleszenz nach Krankheiten, Heilung von Tuberkulose, Bekämpfung von „Hitzeauszehrung“ im Sommer sowie die Anregung der männlichen Potenz.
In China und Malaysia, auf Taiwan und den Philippinen gilt Hundefleisch als Delikatesse und auch als männliches Aphrodisiakum. Besonders beliebt ist das Fleisch von Bernhardinern, die aus Europa importiert und dann weitergezüchtet werden, um „Fleischhunde“ zu produzieren. In Asien soll es über 60 entsprechende Zuchtstätten geben. Tierschützer aus Deutschland und der Schweiz haben offiziell gegen den Verzehr von Bernhardinern in China protestiert. In der Schweiz sammelte der Verein „SOS Saint Bernard Dogs“ rund 11.000 Unterschriften. Der Verzehr von Hundefleisch im eigenen Land wurde in diesem Zusammenhang nicht erwähnt.
Da Hundefleisch in Asien keine Alltagsspeise ist und als seltene Delikatesse gilt, scheint Harris’ These, es diene als Ersatz für anderes Fleisch, wenig schlüssig. Stattdessen wäre die Hypothese zu überprüfen, dass Hunde in Asien im Gegensatz zu Europa und den Vereinigten Staaten keinen ausgeprägten Status als Schoßtiere haben, sondern wie Rinder und Schweine eher als Nutztiere angesehen werden.
Für Thailand hingegen kann man dies nicht so formulieren. Es gibt Gegenden, in denen Hunde gegessen werden, zwar nicht als Alltagsspeise, aber auch nicht im Sinne besonderer Leckerbissen, sondern eher aus Laune, zur Abwechslung oder aus Verlegenheit. Doch selbst in Dörfern, wo dies stattfindet, sind es bestimmte Familien. Die Nachbarn würden nie auf den Gedanken kommen. In Thailand wird allerdings sehr wohl zwischen gewöhnlichen Haus- und Hofhunden und niedlichen gehätschelten Schoßhunden unterschieden, wobei Letztere als etwas Besonderes nicht gegessen werden. Anders ist es bei der chinesischen Minderheit im Lande und bei einigen Ethnien der Bergvölker, bei denen Verzehr vom Fleisch normaler Haushunde gängiger ist.

#### Europa
Für die meisten Europäer ist der Verzehr von Hundefleisch ebenso wie für US-Amerikaner ein Tabu. Innerhalb der EU ist das Schlachten von Hunden und der Handel mit Hundefleisch seit 1986 verboten. In der Schweiz ist zwar der Handel verboten, private Schlachtungen dagegen nicht. Medienberichte über den Verzehr von Hundefleisch in der Schweiz auch in jüngster Zeit sind durchaus als seriös einzustufen, und es scheint sich nicht um Einzelfälle zu handeln. Die Tierschützerin Edith Zellweger hat sich dazu wiederholt in Interviews geäußert und Beispiele genannt. Hundefleisch werde in der Schweiz illegal gehandelt, wobei es im Land drei große Anbieter gebe; ein Kilo koste rund 25 Schweizer Franken. „Nicht nur im Rheintal und im Appenzell, in der ganzen Schweiz werden Hunde und Katzen gegessen“, so Zellweger. Der Journalist Markus Rohner hat Interviews mit „Hundeessern“ geführt und veröffentlicht. Der Verzehr von Hundefleisch soll vor allem im ländlichen Raum üblich sein, wobei es auch Abnehmer in Deutschland geben soll. Außerdem gilt das Fett von Hunden als altes Heilmittel bei Husten und Atemwegserkrankungen. Die weite Verbreitung von Hunde- und Katzenfett, aber auch von Hundefleisch innerhalb der deutschsprachigen Volksmedizin ist belegt. Das Katzenfett wurde in der Heilkunde auch zu einer Salbe, genannt Diacatum (von griechisch dya und mittellateinisch catta bzw. catus) bzw. Dyachaton, verarbeitet. Im Antiken Griechenland war der Verzehr des Fleischs verbreitet und Hippokrates empfahl gekochten Hund bei weiblicher Unfruchtbarkeit.
Aktuelle archäozoologische Untersuchungen haben gezeigt, dass sich in Europa über die Jahrtausende hinweg die Nutzung des Hundes nicht nur auf Leistungen wie Sozialpartner und Arbeitstier beschränkte, sondern Hunde von der Steinzeit bis in die Moderne auch Fleisch- und Felllieferanten waren. Dass in mittelalterlichen Heilkundebüchern von Hunde- und Katzenfleisch abgeraten wird, lässt den Schluss zu, dass es im gesamten deutschen Sprachraum auch gegessen wurde. Im Quellenkatalog zum Wörterbuch der bairischen Mundarten in Österreich (WBÖ) gibt es etliche Belege für den Verzehr dieses Fleisches in ärmeren Familien noch im 20. Jahrhundert. Bei Hungersnöten wurden häufig Hunde und Katzen gegessen.
Dass Hunde getötet und deren Felle bzw. Häute verwertet wurden, lässt sich im deutschen Sprachraum durch Quellen belegen und somit ihr Status als Nutztiere. Die Häute wurden von Gerbern, Schustern, Handschuhmachern und Kürschnern verarbeitet. Es gab die Bezeichnung Hundeschläger; der so genannte Hundeschlag war eine Aufgabe der Abdecker, um die Zahl herrenloser Hunde in den Städten zu verringern. Die von Archäologen gefundenen Knochen aus der Zeit des Mittelalters belegen, dass zahlreiche Hunde gehäutet wurden, wobei die Tiere in der Regel Jungtiere waren. Die große Zahl solcher Funde lässt den Schluss zu, dass diese gezielt getötet wurden und keines natürlichen Todes gestorben waren.
Für das Deutsche Reich existieren amtliche Statistiken über Hundeschlachtungen, die wie andere Schlachtungen offiziell angezeigt werden mussten. Vor dem Ersten Weltkrieg wurden pro Jahr etwa 7000 Hundeschlachtungen registriert, wobei von zahlreichen illegalen Schlachtungen auszugehen ist. „Rechnet man die offiziellen Zahlen in Mengen um, so wurden vor dem Krieg in Deutschland pro Jahr ca. 84 t Hundefleisch geschlachtet, zwischen 1920 und 1924 waren es jeweils ca. 115 t – bei einer vielfach höheren Dunkelziffer.“ Die Statistiken zeigen regionale Schwerpunkte, die meisten offiziellen Schlachtungen gab es in Sachsen, Thüringen und Schlesien. „In Chemnitz gab es ein eigenes Hundeschlachthaus und auch eine Reihe von Wirtschaften, wo man Hundefleisch essen konnte. (…) Besonders als roher Tatar galt Hundefleisch als regionale Delikatesse (…)“. Zwischen 1899 und 1901 wurden in Chemnitz amtlich 884 Hunde geschlachtet, in Dresden 120, in Zwickau 93, in Leipzig 52. Hundefleisch galt zur Zeit des Ersten Weltkriegs in Deutschland als Armenkost. Das deutsche Fleischbeschaugesetz aus den 1940er-Jahren führt unter § 1 aber immer noch den Hund als Schlachttier auf.
Die gehaltenen Haustiere hatten früher eine eindeutige Funktion. Schoßhunde kamen in der frühen Neuzeit zuerst bei adligen Damen in Mode, die diese mit sich herumtrugen. In England gewann die Tierschutzbewegung nachweislich erst im 19. Jahrhundert an Bedeutung, in dieser Zeit entstand parallel die Vegetarier-Bewegung, die jeglichen Fleischverzehr vor allem aus ethischen Gründen ablehnte. Gleichzeitig wurde die öffentliche Schlachtung in Schlachthäuser verlegt und damit den Blicken der Öffentlichkeit entzogen, die an diesen Vorgängen erstmals in der Geschichte zunehmend Anstoß nahm.
Nach einem ethnosoziologischen Ansatz (Leach) gelten Hunde in den Gesellschaften als nicht essbar, in denen diese gewissermaßen als Familienmitglieder betrachtet werden und den Menschen aufgrund der emotionalen Bedeutung dieser Tiere zu nahe stehen, um als Nahrung in Frage zu kommen. „Hundefleisch wird in unserer Kultur nicht zurückgewiesen, weil es ernährungsphysiologisch nicht wertvoll wäre, sein Genuss gesundheitliche Schädigungen nach sich zöge oder weil es der Stabilisierung unserer kollektiven Identität diente, sondern weil mit ihm eine Bedeutung verknüpft ist.“

### Insekten

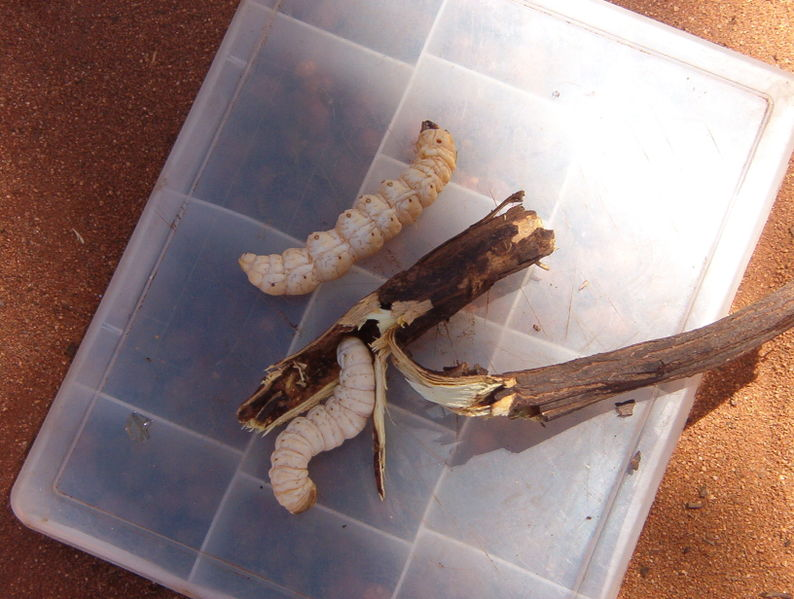
Witchetty-Maden können mancherorts in Australien abgepackt im Supermarkt gekauft werden.

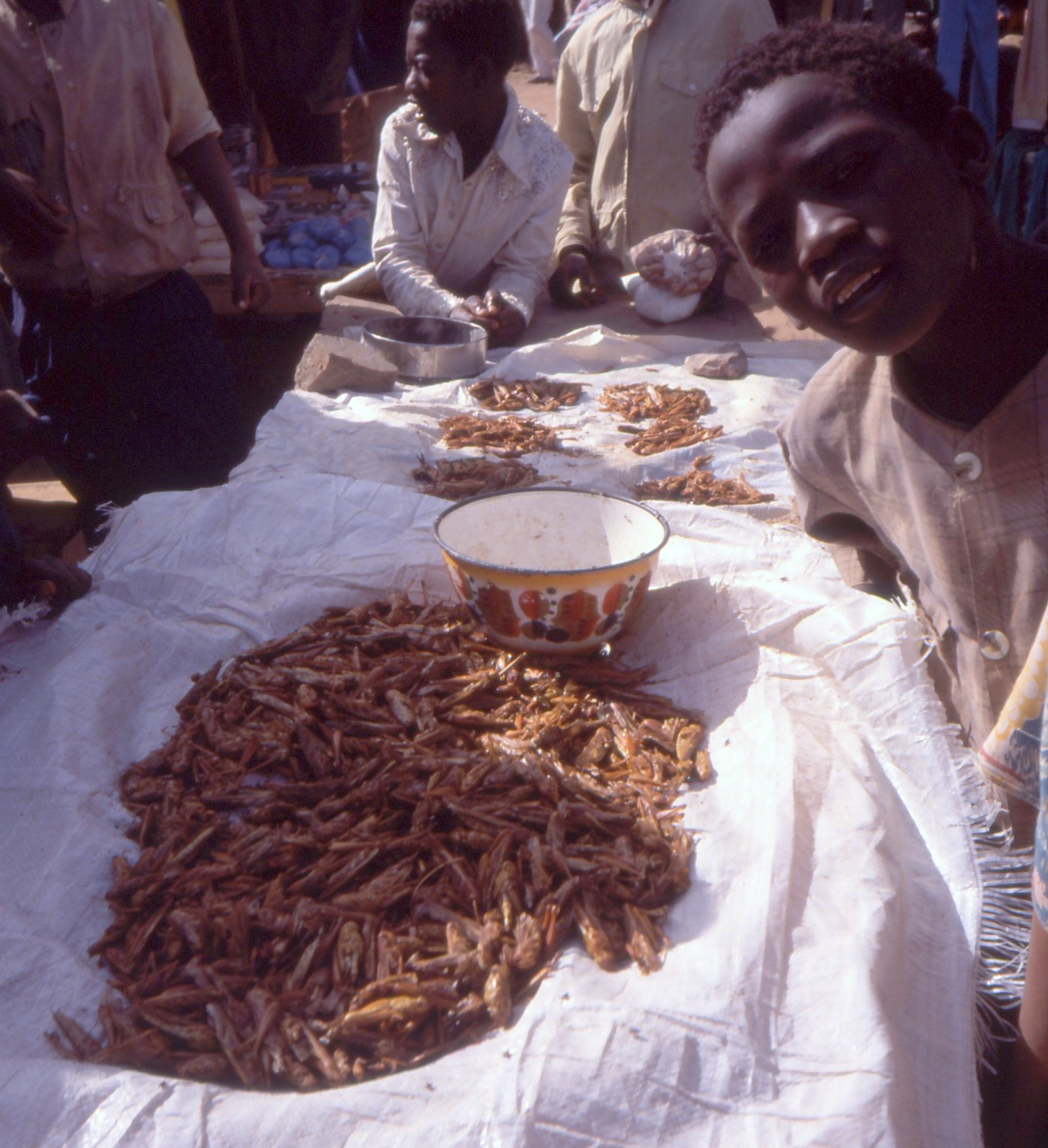
Frittierte Heuschrecken auf dem Markt von Agadez, Niger

Insekten werden von der Mehrheit der Europäer überhaupt nicht als Nahrungsmittel in Betracht gezogen, obwohl viele Arten prinzipiell essbar sind und in vielen Kulturen Asiens, Afrikas und Südamerikas auch verzehrt werden. In Europa und in den Vereinigten Staaten werden Insekten jedoch in der Regel mit Schmutz assoziiert und rufen häufig Ekelgefühle hervor. Für den Verzehr von Insekten gibt es im westlichen Kulturraum den Fachbegriff Entomophagie, woraus hervorgeht, dass dies als ungewöhnliches und abweichendes Verhalten betrachtet wird. Anthropologen gehen jedoch davon aus, dass einige Insekten früher Bestandteil der europäischen Nahrung waren. Der antike Dichter Aristophanes bezeichnete Heuschrecken als „vierflügeliges Geflügel“, und die Römer aßen gerne die Raupen eines Schmetterlings namens Cossus (Weidenbohrer). Im Mittelalter veränderten sich jedoch die europäischen Essgewohnheiten, und die Insekten verschwanden aus dem Speiseplan. Dennoch soll noch zu Anfang des 20. Jahrhunderts in Nordhessen und in Frankreich Maikäfersuppe zubereitet worden sein. Es ist allerdings fraglich ob Maikäfer tatsächlich als Nahrungsmittel in Suppe Verwendung fanden. Sowohl in der Bibel als auch im Koran wird der Verzehr von Heuschrecken erwähnt.
Angesichts befürchteter Versorgungsengpässe mit Fleisch bei einem stetigen Anstieg der Weltbevölkerung gibt es bei Ernährungsexperten Überlegungen, Insekten als geeignete Nahrung auch in Europa populärer zu machen. Vereinzelt werden „Insektenmenüs“ von Restaurants angeboten, es sind entsprechende Kochbücher erschienen, doch sprechen sie in unserem Kulturraum bislang nur eine Randgruppe an. Zum Verzehr bestimmte Insekten fallen innerhalb der EU unter die Novel-Food-Verordnung und müssen für den Handel zugelassen werden.
Ernährungsphysiologisch gesehen sind viele Insekten eine gute Proteinquelle, vor allem Larven. 100 Gramm afrikanische Termiten enthalten 610 Kilokalorien, 38 Gramm Protein und 46 Gramm Fett; 100 Gramm Nachtfalterlarven haben rund 375 Kilokalorien bei 46 Gramm Protein und 10 Gramm Fett. Getrocknete Bienenlarven bieten zu 90 Prozent Proteine und acht Prozent Fett. Dass Insekten eine unverdauliche Substanz namens Chitin enthalten, spricht nicht gegen ihre Verzehrbarkeit, da sich diese entfernen lässt oder unverdaut ausgeschieden wird; bei den nicht zu den Insekten zählenden Krebstieren wie Hummern und Garnelen muss die mit Kalk verstärkte und damit sehr harte Chitinschicht vor dem Verzehr entfernt werden. Einige Larven enthalten nur wenig Chitin. Der Geschmack von Termiten und Grillen soll an Kopfsalat erinnern, frittierte Heuschrecken schmecken süßlich. Es sind jedoch nicht alle Insekten essbar, ein Teil ist giftig.
Weltweit gibt es zahlreiche Beispiele für Kulturen, die Insekten als Nahrungsmittel ansehen. In Teilen Ostasiens und Südostasiens werden Riesenwasserwanzen verzehrt, in Thailand werden frittierte Heuschrecken auf jedem Markt angeboten, in Mexiko Grashüpfer und andere Insektenarten, die teilweise mit Schokolade überzogen als Süßwaren verkauft werden. In Australien soll es vereinzelt Supermärkte geben, in denen Witchetty-Maden im Kühlregal angeboten werden. Diese Insekten waren in Australien traditionelles Bush Food der Aborigines der zentralen Wüsten. Viele Indianerstämme ernährten sich teilweise von Insekten. In Nevada und in Kalifornien trieben sie Heuschreckenschwärme systematisch auf Flächen mit glühender Kohle, wo sie direkt zum Verzehr geröstet wurden.
Die Frage, wieso Insekten trotz ihrer Essbarkeit in Europa und den Vereinigten Staaten tabuisiert sind, beantwortet Harris wie immer mit seiner Theorie der „optimalen Futtersuche“ und einem ungünstigen Kosten-Nutzen-Verhältnis. Nur Insekten, die eine bestimmte Größe haben und gleichzeitig in Schwärmen auftreten, seien als Nährstoffquelle wirklich interessant. „Wenn […] eine natürliche Umgebung arm an Insektenfauna ist – besonders an großen und/oder schwarmbildenden Arten – und wenn sie gleichzeitig reich an domestizierten oder wildlebenden großen Wirbeltierarten ist, dann werden im Zweifelsfall zur Nahrung keine Insekten gehören.“

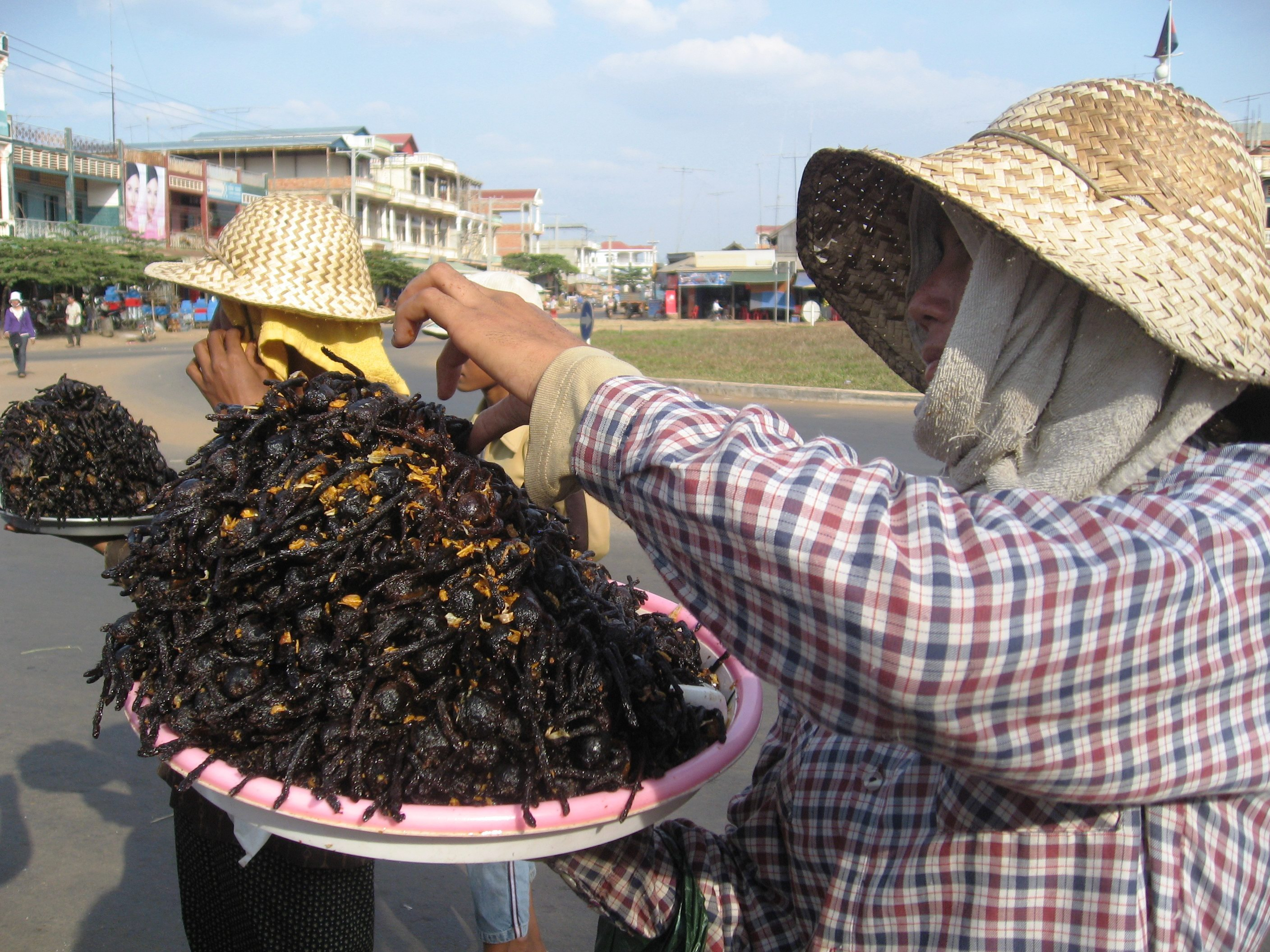
Spinnentiere als Snack: Geröstete Vogelspinnen in Skun, Kambodscha

Dieser Ansatz erklärt jedoch nur, wieso Insekten als Nahrung gemieden werden, er erklärt nicht die ausdrückliche Tabuisierung und den damit verbundenen Ekel. Das räumt Harris auch selbst ein; schon der Hautkontakt mit krabbelnden Insekten wird von vielen als ekelhaft empfunden. Seine Erklärung dafür ist: „Ob eine Tierart zur Gottheit gemacht oder verabscheut wird, hängt davon ab, ob sie sonst noch einen Nutzen hat oder nur schädlich ist. […] Ein Schwein, das nicht gegessen wird, ist nutzlos […] Deshalb wird es verabscheut. Insekten, die nicht gegessen werden, sind schlimmer als Schweine […] Sie verschlingen nicht nur die Frucht auf den Feldern, sie fressen uns auch das Essen vor der Nase vom Teller weg, beißen uns, stechen uns, verursachen uns Juckreiz und trinken unser Blut. […] Sie sind durch und durch schädlich und haben nicht den geringsten Nutzen. […] Da wir sie ja nicht essen, steht es uns frei, sie mit dem Inbegriff des Bösen zu identifizieren […] und Sinnbilder des Schmutzes, des Angsterregenden, des Verhaßten aus ihnen zu machen.“ Diese Erklärung hat den Nachteil, dass sie auf andere Kulturräume offenkundig nicht zutrifft, denn dort werden – auch laut Harris – Insekten, die die Ernte gefährden und damit Nahrungskonkurrenten sind, bevorzugt gegessen, um ihre Zahl zu reduzieren. Harris schreibt beispielsweise: „Angesichts der Zerstörung, die die Heuschrecken im Bereich der pflanzlichen und der tierischen Nahrungsquellen anrichten, bleibt den davon Betroffenen gar nichts anderes übrig, als ihren Speiseplan zu erweitern und die Verzehrer zu verzehren.“ Auch in Europa sind schon Heuschreckenschwärme als Plage aufgetreten.

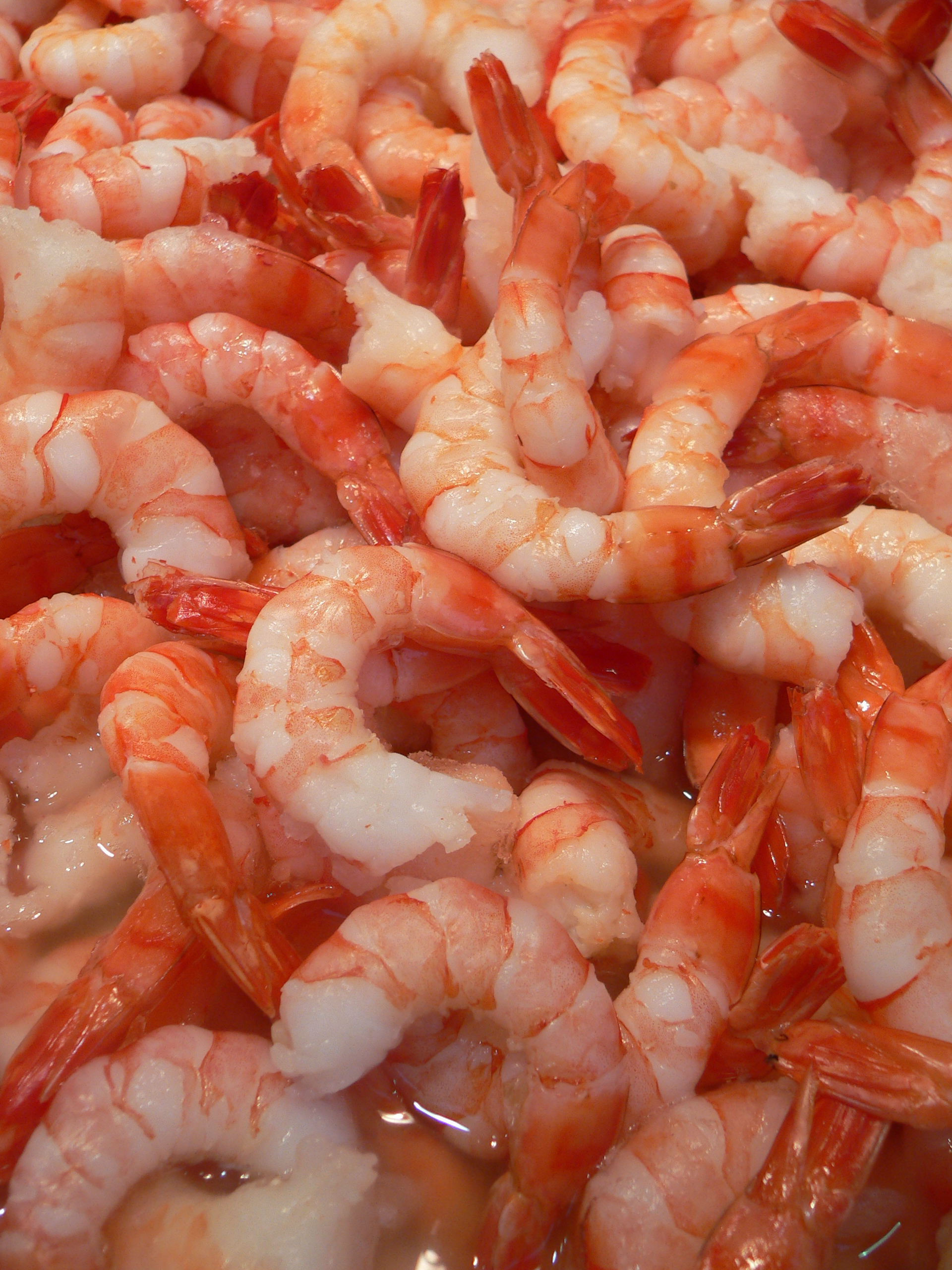
Garnelen

David Gordon, Autor eines Insekten-Kochbuchs, widerspricht Harris und geht im Gegenteil davon aus, dass Insekten gerade deshalb in Agrargesellschaften tabuisiert werden, weil sie die Ernte und damit die Nahrungsgrundlage von Menschen zerstören. Das mache sie zu verhassten Schädlingen. Allerdings erklärt dies nicht, warum auch Insektenarten tabuisiert werden, die unschädlich bis nützlich für den Menschen sind.
Es gibt also völlig unterschiedliche Deutungsversuche, je nachdem, welcher Kulturraum betrachtet wird. Neben den bereits genannten Problemen ist mit rationalen Argumenten auch schwer erklärbar, wieso andere Gliederfüßer wie Garnelen oder Krabben in Europa von vielen nicht als ekelhaft eingestuft, sondern als Lebensmittel und zum Teil sogar als Delikatesse akzeptiert werden.

### Pflanzentabus
Während es in allen Kulturräumen Fleischtabus gibt, sind Pflanzentabus selten und vor allem von kleineren Ethnien bekannt; diese Tabus gelten mancherorts geschlechtsspezifisch, also nur für Männer oder nur für Frauen. Sie werden nur von wenigen Autoren überhaupt erwähnt, einige setzen den Begriff Nahrungstabu pauschal mit Fleischtabu gleich.
Die Ethnologin Anne Meigs hat die Kultur und das soziale Leben des Stammes der Hua in Papua-Neuguinea erforscht und unter anderem eine Liste mit den Nahrungstabus der initiierten Männer erstellt. Alle tabuisierten Lebensmittel werden mit Weiblichkeit und weiblicher Sexualität assoziiert. Tabu sind zum Beispiel rote Gemüsearten, rötliche Früchte und rote Pilze, die mit der Menstruation in Verbindung gebracht werden, außerdem unter anderem „behaartes“ Gemüse (Schamhaar), Lebensmittel mit einem bestimmten Geruch (eine Pilzart und zwei Arten von Yamswurzeln), die angeblich an menstruierende Frauen erinnern, sowie wild wachsende Pflanzen wie wilde Bananen (wild = schädlich für Männer). Die Männer rechnen mit Sanktionen für den Fall, dass sie diese Nahrungstabus brechen. Es handelt sich dabei um eine Form von magischem Denken, bei dem Lebensmitteln besondere Eigenschaften zugeschrieben werden. Im westlichen Kulturraum wurden einige Pflanzen früher ebenfalls mit Sexualität assoziiert, allerdings wurden diese nicht mit einem Tabu belegt, sondern als Aphrodisiaka verzehrt.

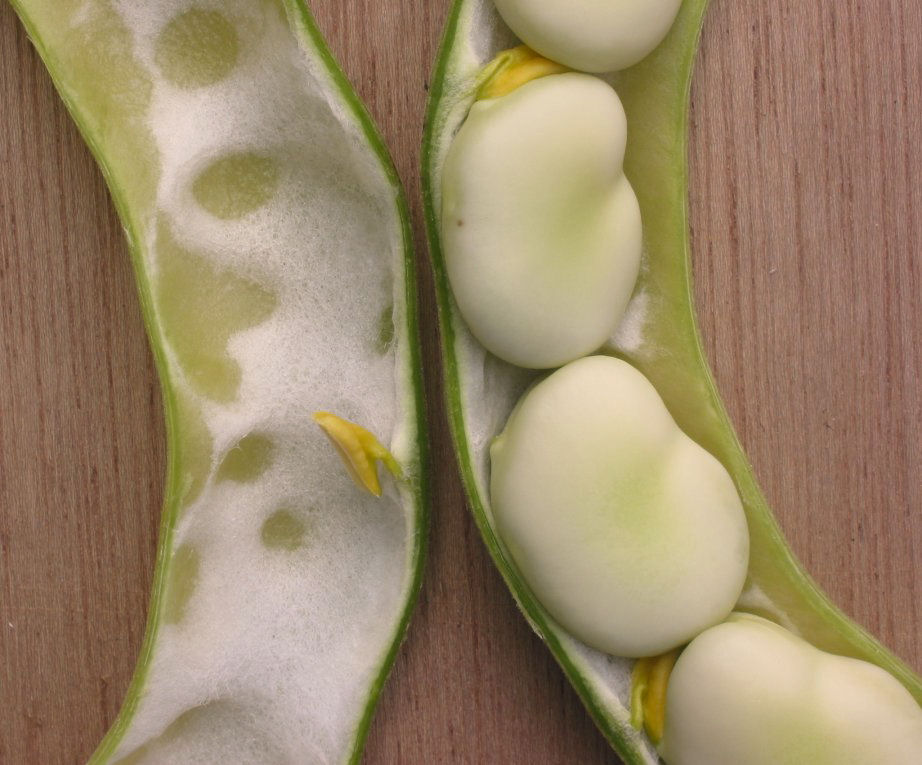
Dicke Bohnen, auch Saubohnen genannt

Ein Beispiel für ein historisches Pflanzentabu ist die Tabuisierung von Bohnen durch die Pythagoreer, die Anhänger des Pythagoras von Samos, und die Orphiker. Die Existenz dieses Tabus ist durch antike Quellen überliefert. Beide Gruppen haben selbst keine Erklärung für das Speiseverbot angegeben, so dass bereits von Zeitgenossen mehrere Deutungen gegeben wurden. Die verbreitetste Erklärung basiert auf dem Glauben an Wiedergeburt und Seelenwanderung bei Pythagoras und den Orphikern. Deshalb durfte nichts „Beseeltes“ gegessen werden, was ein Speiseverbot für Tiere (Fleisch und Fisch) bedeutete; daneben galten aber auch Bohnen als „beseelt“. Diese Annahme beruhte laut Aristoteles auf der Tatsache, dass der Bohnenstängel hohl und ungeteilt aus der Erde wächst, so dass eine direkte Verbindung zum Reich der Toten, zum Hades angenommen wurde, aus dem die Seelen aufstiegen. So sei der Ausspruch zu verstehen: „Bohnen zu essen ist so wie die Köpfe der Eltern zu essen“.
Pythagoras soll unter Berufung auf Zarathustra auch erklärt haben, dass nach Entstehung der Erde zuallererst die Bohne entstanden und somit der Ursprung allen Lebens sei. Als Beweis führte er den Quellen zufolge an, dass eine zerbissene Bohne, die man in die Sonne legt, nach einiger Zeit den Geruch von Sperma abgebe. Ein anderer Beleg sei, dass eine in einem Topf in der Erde vergrabene Bohnenblüte, die nach einigen Tagen wieder ausgegraben wird, den weiblichen Genitalien ähnele und bei genauem Hinsehen dem Kopf eines Kindes. Die antiken Griechen sollen ausschließlich Ackerbohnen (Saubohnen) gekannt haben.
Eine weitere Begründung für das Bohnentabu der asketisch lebenden Orphiker und Pythagoreer ist die im antiken Griechenland verbreitete Vorstellung, der Verzehr von Bohnen verstärke das sexuelle Verlangen. Zu den von Aristoteles genannten möglichen Gründen gehört auch, dass die Bohnen Genitalien ähneln. Schließlich gibt es noch die Vermutung, die gasbildende Wirkung von Bohnen bei der Verdauung habe eine Rolle gespielt, da Flatulenzen als animalisch betrachtet worden seien, die zudem die geistige Konzentration und die Träume stören würden. Die Krankheit Favismus war in der Antike noch unbekannt und wurde erst im 19. Jahrhundert mit dem Verzehr von Bohnen in Zusammenhang gebracht.
Ein anderes historisches Pflanzentabu ist aus dem antiken Griechenland überliefert. Der Verzehr von Knoblauch galt als unerwünscht, und Knoblauchesser wurden von der Teilnahme an kultischen Handlungen für bestimmte Götter ausgeschlossen. Sie durften außerdem die Tempel der Göttin Kybele nicht betreten.
Manche orthodoxe Brahmanen-Gruppen (z. B. Chaturvedi) meiden Knoblauch und Zwiebeln. Auch der Gründer der ISKCON A. C. Bhaktivedanta Prabhupada untersagte seinen Anhängern den Verzehr von Knoblauch und Zwiebeln, da dies laut den Shastras (die hinduistischen Schriften) für Vaishnavas verboten sei.

## Übersicht verschiedener Nahrungstabus
| Bezeichnung                       | Nahrungstabu z. B. in                                                                             | Lebensmittel z. B. in                                                                                        |
| --------------------------------- | ------------------------------------------------------------------------------------------------- | --- |
| Buschfleisch (Affen u. a.)        | Europa, Vereinigte Staaten, Judentum, Islam                                                       | Afrika südlich der Sahara, Südostasien, Lateinamerika                                                        |
| Fledermaus                        | Europa, Vereinigte Staaten                                                                        | China, Indonesien, Westafrika                                                                                |
| Frosch                            | Vereinigtes Königreich, Judentum, Islam                                                           | Frankreich, weite Teile Asiens                                                                               |
| Hund                              | Europa, Vereinigte Staaten, Judentum, Islam                                                       | China, Korea, Kongo, Schweiz                                                                                 |
| Insekten                          | Europa, Vereinigte Staaten, Judentum, Islam                                                       | weite Teile Asiens und Afrikas, Mexiko, Südamerika                                                           |
| Kaninchen, Hase                   | Judentum                                                                                          | weite Teile Asiens, Afrika, Europa, Vereinigte Staaten                                                       |
| Katze                             | Europa, Vereinigte Staaten, Judentum, Islam                                                       | China, Korea, Schweiz                                                                                        |
| Krebse, Krabben, Garnelen, Hummer | Judentum, Islam (nur hanafitische Rechtsschule)                                                   | weite Teile Asiens, Afrikas und Europas, Vereinigte Staaten                                                  |
| Meerschweinchen                   | Europa, Vereinigte Staaten, Judentum, Islam                                                       | Peru, Ecuador                                                                                                |
| Muscheln                          | Judentum, Islam (nur hanafitische Rechtsschule)                                                   | weite Teile Asiens, Afrikas und Europas, Vereinigte Staaten                                                  |
| Pferd                             | Vereinigte Staaten, Vereinigtes Königreich, Australien, Judentum, Islam (nicht harām aber makrūh) | Frankreich, Italien, deutschsprachiger Raum, Japan                                                           |
| Rattenfleisch                     | Europa, Vereinigte Staaten, Judentum, Islam                                                       | Ghana, Thailand, Teile Indiens, Kambodscha, Laos, Myanmar, Teile der Philippinen, Indonesien, China, Vietnam |
| Rind                              | Hinduismus                                                                                        | Christentum, Judentum, Islam                                                                                 |
| Schildkröte                       | Judentum, Islam                                                                                   | weite Teile Asiens, Südamerika                                                                               |
| Schnecken                         | Judentum, Islam                                                                                   | weite Teile Asiens, Afrikas und Europas, Vereinigte Staaten                                                  |
| Schwein                           | Judentum, Islam                                                                                   | u. a. Christentum, Atheismus                                                                                 |
| Singvögel                         | Deutschland, Österreich, Judentum                                                                 | Italien, Frankreich, Spanien, Portugal (siehe auch Vogelfang)                                                |
| Spinne                            | Europa, Vereinigte Staaten, Judentum, Islam                                                       | Laos, Thailand, Kambodscha                                                                                   |

## Verbote und Meidung von Nahrungsmitteln
Der Handel mit Erzeugnissen einiger Tierarten ist aus Gründen des Artenschutzes gesetzlich verboten. Zu diesen Arten gehören beispielsweise Schildkröten, Biber, einige Robbenarten und Wale. Allerdings haben nicht alle Staaten das Washingtoner Artenschutzabkommen unterzeichnet. Innerhalb der EU ist dieses Abkommen flächendeckend in Kraft. Darüber hinaus gelten weitere Verbote, zum Beispiel zur Gewinnung von Hunde- und Katzenfleisch, welches im Zusammenhang mit dem entsprechenden Nahrungstabu in der EU zu sehen ist, oder zur Verwendung von Rinderhirn bei der Nahrungsherstellung zum Schutz vor BSE-Infektionen.
Ein gesetzliches Verbot ist aber nicht mit einem Tabu gleichzusetzen. Es gibt Tierarten, die unabhängig von einem Verbot von der Bevölkerungsmehrheit einzelner Länder gemieden werden – zwar werden sie noch als (potentielle) Lebensmittel angesehen, de facto aber nur von wenigen gegessen. Der Übergang zwischen grundsätzlichem Nahrungstabu und bloßer Meidung ist fließend. Die meisten Autoren nehmen daher keine definitive Unterscheidung vor und behandeln beide Phänomene als Tabu.
Die Soziologin Monika Setzwein unterscheidet zwischen Verbot, Tabu und Meidung, wobei sie die allgemeine Akzeptanz von Tabus und von Meidungen höher einschätzt als die von Verboten. Sie definiert Tabu als „inneres Verbot“, das keiner besonderen Begründung bedarf, da es als Selbstverständlichkeit gilt. „Ein wesentliches Merkmal des Tabus ist seine emotionale Besetzung und sein häufig ambivalenter Charakter, in dem sich Ehrfurcht und Abscheu vereint finden. […] Von Verboten und Tabus können Nahrungsmeidungen abgegrenzt werden, die auf den sozialen Konnotationen der Speisen beruhen. Meidungen betreffen Substanzen, die […] nicht ausdrücklich verboten sind, jedoch aufgrund der gesellschaftlichen Assoziationen, die sie hervorrufen, von jeweils unterschiedlichen Teilen der Gesellschaft abgelehnt werden.“ Laut Setzwein können sich sowohl Meidungen als auch Verbote im Laufe der Zeit in Tabus verwandeln.
Für Klaus Eder sind Nahrungstabus grundsätzlich mit Emotionen und moralischen Aspekten verknüpft: „Eßtabus sind kulturell tiefsitzende und zugleich emotional hochbesetzte Essverbote. Sie drücken ein kollektives moralisches Gefühl oder moralisches Empfinden aus […]“ Diese Definitionen werden allerdings nicht von allen Autoren geteilt. Der nicht religiös begründete Nichtverzehr mancher Tierarten kann daher sowohl als Meidung als auch als Tabu interpretiert werden.

### Singvögel

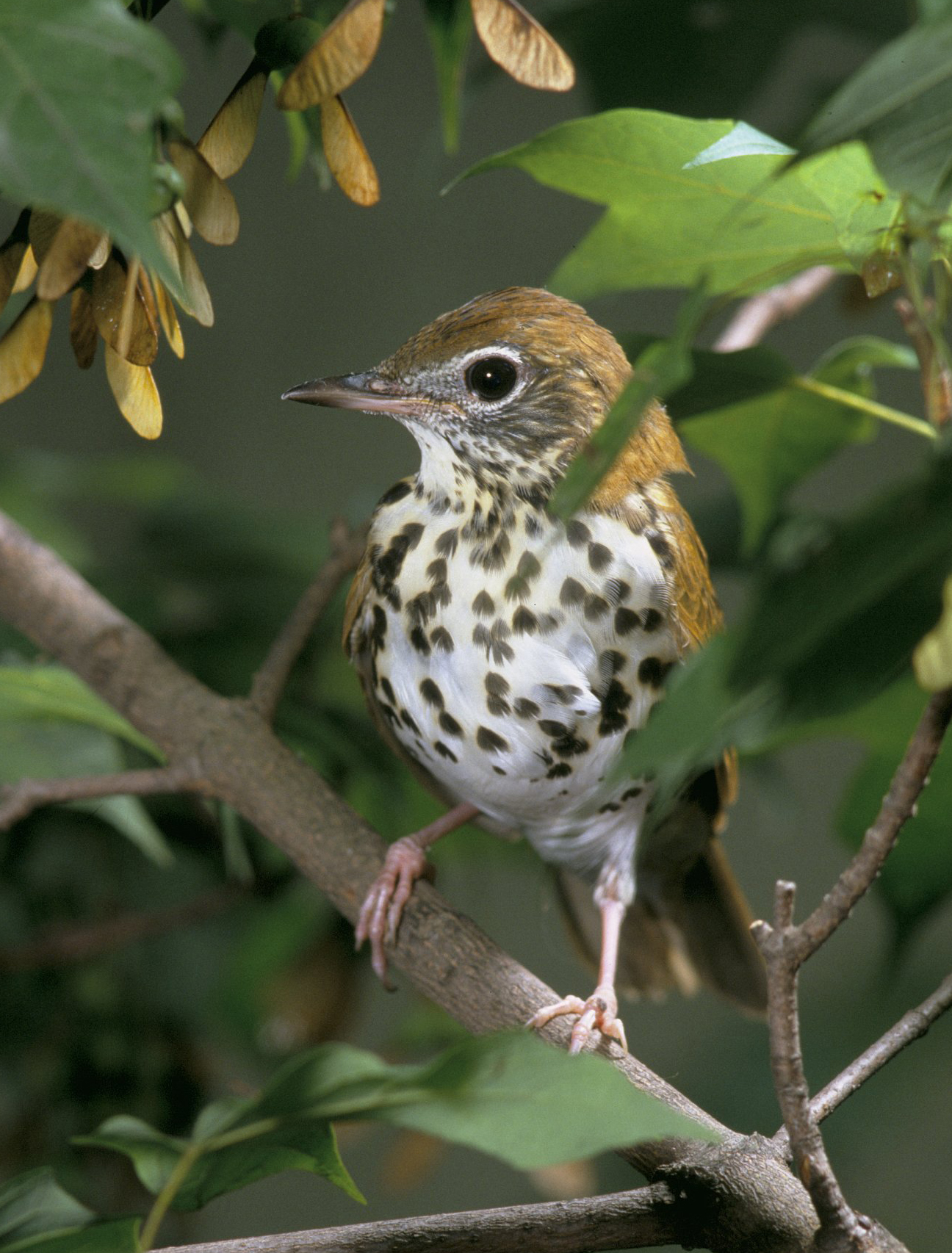
Drosselzungen waren einst eine erlesene Speise des Adels, doch auch die ganzen Vögel wurden gegessen. Das Bild zeigt eine Walddrossel.

Für Singvögel gibt es innerhalb der EU keine Verzehrsbeschränkungen, jedoch Bejagungs- und Fangverbote für den Vogelfang begründet auf Naturschutz, Jagd, Artenschutz und der EG-Vogelschutzrichtlinie. Dennoch gelten Singvögel in den Ländern nördlich der Alpen seit geraumer Zeit nicht mehr als akzeptables Nahrungsmittel, während sie südlich der Alpen, vor allem in Italien und in Frankreich, als Delikatesse in Restaurants serviert werden. Besonders erwähnenswert ist hier die Fettammer, ein gemästeter Ortolan.
Anhand von historischen Kochbüchern konnte man nachweisen, dass Singvögel jahrhundertelang auch im nördlichen Europa gegessen wurden, und zwar prinzipiell von allen Bevölkerungsschichten. Erst mit dem Erstarken der bürgerlichen Tierschutzbewegung im 19. Jahrhundert wandelte sich die Einstellung zum damals verbreiteten Vogelfang, wie der Kulturwissenschaftler Friedemann Schmoll gezeigt hat, der der Frage nachgegangen ist, wie aus „selbstverständlichen Lebensmitteln“ allmählich „unantastbare Geschöpfe“ wurden. Der Autor behandelt den Nichtverzehr von Singvögeln als Nahrungstabu, nicht als Meidung.
Bekannte Vogelgerichte sind aus Italien Polenta e osei, in Österreich der Schnepfendreck, aus Deutschland zum Beispiel Thüringer Meisensuppe, Helgoländer Drosselsoop oder die international bekannten und beliebten Leipziger Lerchen. Schmoll stellt fest, dass seit dem 18. Jahrhundert in Nordeuropa zunehmend Protest gegen den Verzehr von Singvögeln laut wurde. Die Forstwissenschaft habe zu dieser Zeit begonnen, den Wert dieser Vögel als biologische Schädlingsbekämpfer zu betonen. Diese Auffassung habe allmählich zu einem öffentlichen Meinungsumschwung geführt, die Vögel seien zunehmend als „gefiederte Freunde“ angesehen worden. „Damit war auch die Essbarkeit von Vögeln schwieriger geworden, denn gute Freunde – so die Gesetze des freundschaftlichen Umgangs – bringt man nicht einfach um die Ecke, um sie zu verspeisen.“
Generell begann das Bürgertum laut Schmoll in dieser Zeit – im Gegensatz zu Adel und Bauernschaft – eindeutige Sympathien für Tiere zu entwickeln und damit eine stärker emotional motivierte Einstellung zu Tötung und Verzehr von Tieren. Außerdem verlor der Vogelfang im 19. Jahrhundert wirtschaftlich stark an Bedeutung, da genügend anderes Fleisch zur Versorgung der Bevölkerung vorhanden war. Vogelfleisch wurde von einer gesuchten Delikatesse zu einer Speise für die Armen, die sich sonst kein Fleisch leisten konnten. In Bezug auf nationalistisches Gedankengut erhoben einige Autoren die Ablehnung des Singvogelverzehrs zu einem Zeichen der hochstehenden Zivilisation und Kultur eines Volkes. So erklärte Ludwig Reinhard 1912, dass die Deutschen sich als „Kulturmenschen“ so positiv von anderen Kulturen unterschieden: „Anders die gefühlsrohen, noch von der römischen Kaiserzeit (sich, erg.) an Blutvergießen und Tierquälerei […] erfreuenden Romanen, die diese kleinen Leichname gerupft, an dünnen Weidenruten aufgezogen, auf den Markt bringen und ihren Volksgenossen […] verkaufen.“ Allerdings musste Reinhard zugeben, dass Lerchen in Aspik ein bevorzugtes Gericht des deutschen Kaisers Wilhelm I. waren.

### Schildkröten

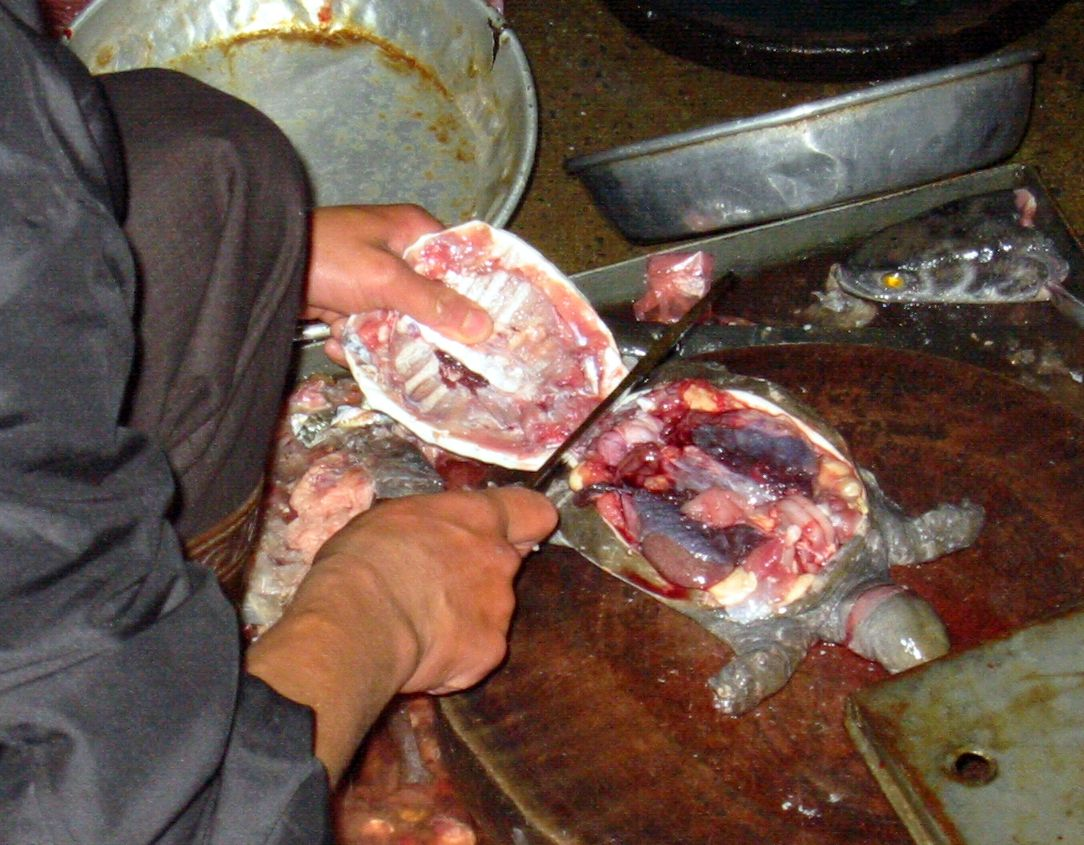
Geschlachtete Schildkröte auf einem Markt in Hanoi, Vietnam

Ein Beispiel für ein gesetzlich begründetes Nahrungsverbot ist das Importverbot für Meeresschildkröten, wobei die Art, die für die Fleischeinlage der echten Schildkrötensuppe verwendet wurde, Suppenschildkröte genannt wird. Dieses Verbot trat in Deutschland 1984 in Kraft; seit Ende der 1980er-Jahre sind keine Produkte aus Meeresschildkröten mehr im Handel. Die Meeresschildkröte gilt als gefährdete Art und steht unter dem Schutz des Washingtoner Artenschutzabkommens. Nach den jüdischen Speisegesetzen sind Schildkröten unrein und daher tabu.
Die Schildkrötensuppe wurde im 18. Jahrhundert in Großbritannien erfunden und galt in Europa sehr bald als besondere exotische Delikatesse für das gehobene Bürgertum. Das Essen dieser Suppe wurde zum Statussymbol. Der Verzehr von Schildkrötenfleisch war jedoch schon vorher populär gewesen, es wurde ab dem 16. Jahrhundert in großen Mengen importiert und galt als sehr nahrhaft. Da die Wasserschildkröten als „Fische“ eingestuft wurden, war ihr Verzehr in der Fastenzeit zulässig, was den Konsum deutlich steigerte. Noch immer gelten diese Schildkröten in Südamerika als Fastenspeise. Allein in Mexiko werden nach Angaben von Tierschützern in der Woche vor Ostern trotz des Fangverbots etwa 10.000 Exemplare verzehrt.
Der Import von Schildkröten nach Europa nahm im 19. Jahrhundert weiter zu, so dass ihr Bestand schon in dieser Zeit stark abnahm, was jedoch das Image der Exklusivität noch steigerte. Auch das Fleisch in Konserven war recht teuer. In der Nachkriegszeit wurde Schildkrötensuppe in Dosen in Westdeutschland ein begehrtes Produkt, das nun auch für die Mittelschicht erschwinglich war. Besonders populär war Schildkrötensuppe „Lady Curzon“. Seit den 1970er-Jahren verstärkte sich mit der wachsenden Bedeutung der Ökologie-Bewegung jedoch die Kritik am Verzehr von Schildkröten. Zwar gab es schon seit der Mitte des 18. Jahrhunderts als Ersatz die Mockturtlesuppe aus Kalbskopf, jedoch nicht aus Artenschutzgründen, sondern wegen des hohen Preises der echten Schildkrötensuppe.
Deutschland war bis 1984 ein bedeutendes Importland von Schildkrötenfleisch. Es ist davon auszugehen, dass es ohne Verbot nur von einem Teil der Bevölkerung in Europa gemieden und von vielen weiterhin gegessen würde. In Südamerika und Asien werden nach wie vor verschiedene Landschildkrötenarten, aber auch Suppenschildkröten verzehrt; in China werden Schildkröten auch zu angeblichen Potenzmitteln und diversen Arzneien verarbeitet. Allein in China sollen jährlich rund 20 Millionen Exemplare verzehrt werden.

### Weitere Wirbeltiere
Auch Biber stehen unter Artenschutz, waren allerdings schon einige Zeit vorher aus den Kochbüchern verschwunden – die Art war vielerorts schon im 19. Jahrhundert ausgestorben. Ebenso wie die Suppenschildkröte waren Biber aufgrund ihres schuppigen Schwanzes im Mittelalter als „Fisch“ deklariert worden, so dass sie in der Fastenzeit gegessen werden durften. Vor allem der Schwanz galt als Delikatesse. Eichhörnchen wurden früher in Europa ebenfalls gegessen. In Deutschland fallen sie unter die Bundesartenschutzverordnung, in der Schweiz ist die Jagd seit 1989 verboten. In der Basler Kochschule von Amalie Schneider-Schlöth war noch 1877 zu lesen: „Eichhörnchenfleisch ist sehr fein und zart und gilt als ein besonders beliebtes Gericht.“ Es werde am besten als Ragout zubereitet.

### Innereien

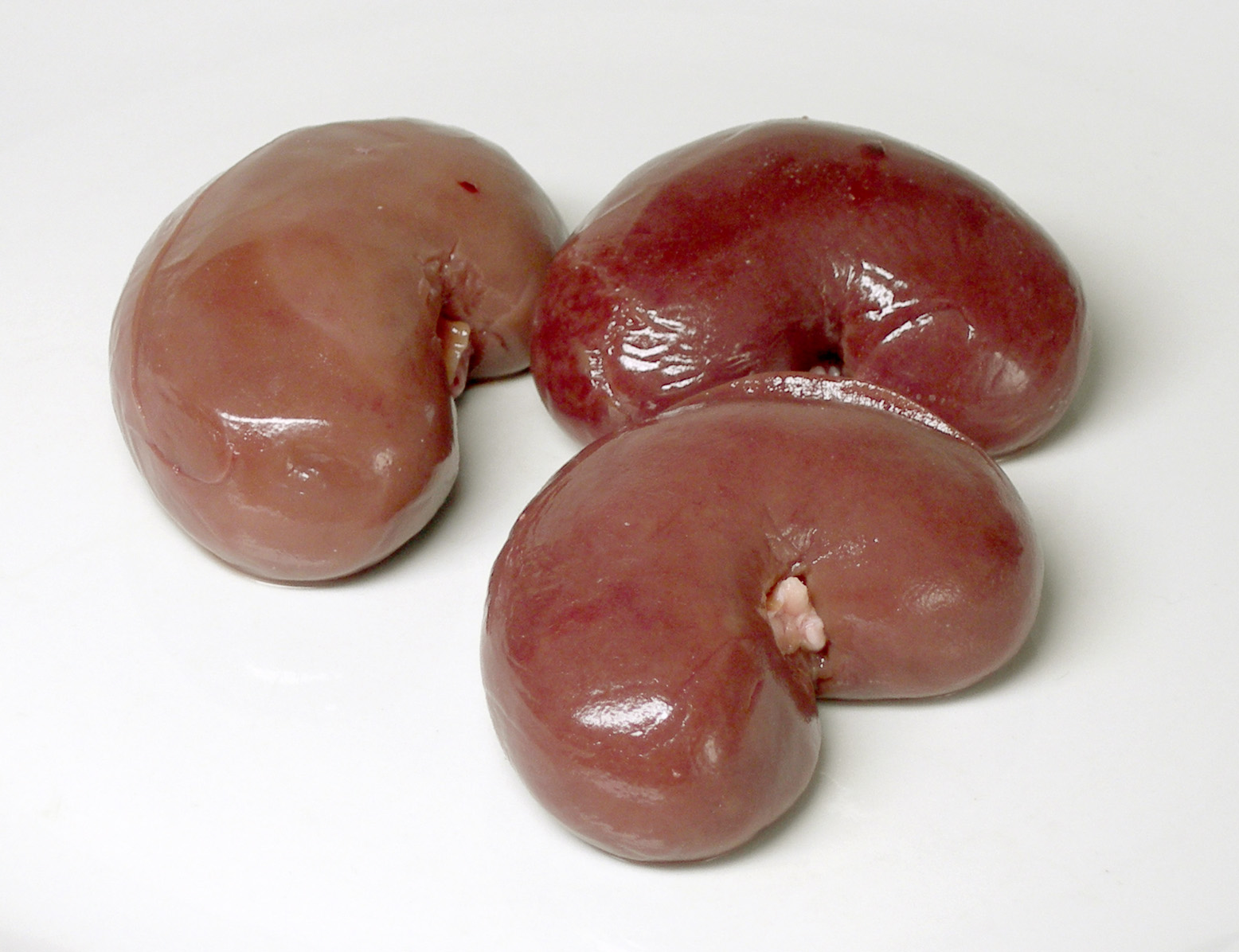
Frische Lammnieren

Traditionell wurden nach der Schlachtung von Rindern, Schweinen und Geflügel alle verwertbaren Teile gegessen und in irgendeiner Weise verarbeitet, nicht nur in armen Haushalten. Mittlerweile finden Innereien jedoch nur noch selten Verwendung in der Küche, der Anteil entsprechender Rezepte in Kochbüchern ist seit dem 19. Jahrhundert stark zurückgegangen. Der Engländer Stephen Mennell stellt fest: „Den heftigsten Widerwillen empfinden viele Menschen heute nicht gegenüber dem Fleischverzehr überhaupt, sondern insbesondere gegenüber bestimmten eßbaren Teilen von Tieren, die man als Innereien bezeichnet.“ Innereien lassen sich daher als Beispiel für die Meidung von Nahrungsmitteln auffassen, wobei die Ablehnung in einzelnen Ländern und auch regional unterschiedlich stark ausgeprägt ist.
Der zunehmende Widerwille betrifft nicht alle Innereien gleichermaßen; außerdem kann etwas, das von weiten Bevölkerungskreisen entschieden abgelehnt wird, von einer Minderheit gleichzeitig als Delikatesse angesehen werden, zum Beispiel Kalbsbries.

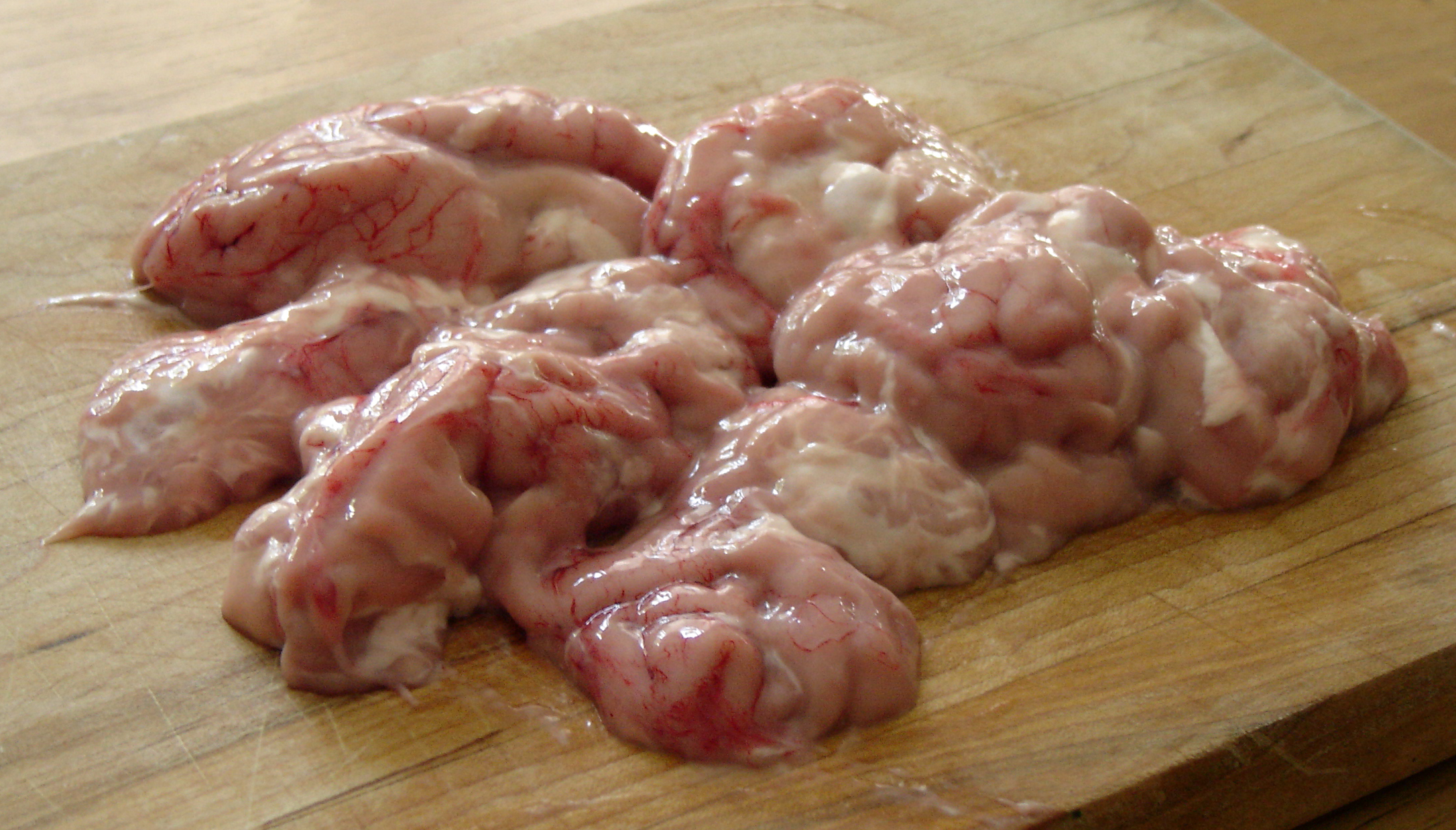
Hirn vom Schwein

„Sozialpsychologen könnten wahrscheinlich eine Guttman-Skala der Einstellungen zu Innereien aufstellen, mit steigender Ablehnung von Leber über Niere, Zunge, Bries, Hirn, Kutteln bis zu Hoden und Augen, in der die Amerikaner die höchste Stufe der Ablehnung, die Engländer einen Mittelplatz und die Franzosen […] die niedrigste Stufe einnehmen würden.“
In Deutschland ist der Verzehr von Innereien nach Angaben des Fleischerhandwerks vor allem durch die Angst vor BSE deutlich zurückgegangen. Für 1985 wurde noch ein jährlicher Pro-Kopf-Verzehr von 2,1 kg angegeben, 1995 waren es nur noch 1,2 kg, im Jahr 2003 sogar nur noch 600 Gramm.
Da Innereien auch früher als weniger wertvoll und nahrhaft galten als das Muskelfleisch, wurden sie des Öfteren nach dem Schlachten an Suppenküchen für Arme und arme Familien verschenkt, was sie im Laufe der Zeit als typische Armenkost erscheinen ließ. Schon im 17. Jahrhundert enthielten englische Kochbücher weniger Rezepte für Innereien als französische. Im 20. Jahrhundert ging die Anzahl der Rezepte deutlich zurück. 1939 heißt es in einem Artikel in Wine and Food: „Es gibt eine ganze Reihe von Teilen des Tieres, die man gewöhnlich als unpassend für ein korrektes Essen betrachtet und die von Liebhabern meist mit leichten Schuldgefühlen verzehrt werden […]“ 1969 nannten bei einer Umfrage in Frankreich zu Aversionen gegen Lebensmittel zwar 4,1 Prozent der Befragten Innereien, aber doppelt so viele Sellerie und Rüben.

### Milch

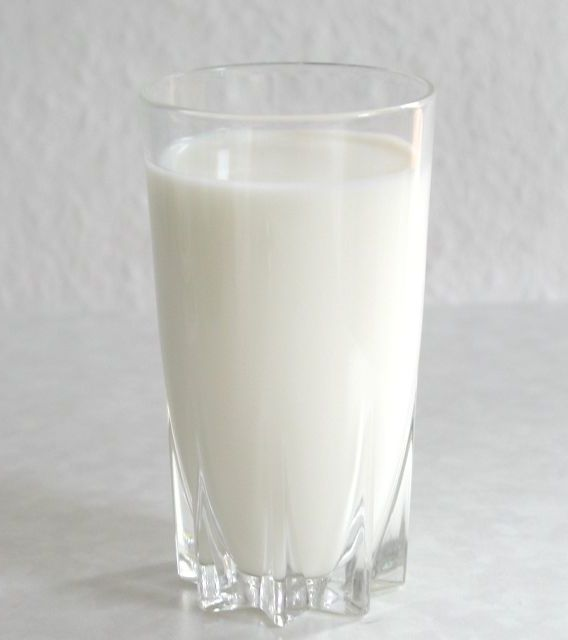
Ein Glas Milch

Während Milch und Milchprodukte in Europa und in den Vereinigten Staaten beliebte Nahrungsmittel sind, werden sie in anderen Kulturräumen von vielen Menschen abgelehnt und gemieden, zum Beispiel von vielen Asiaten. Das hat nichts mit dem Geschmack der Milch zu tun, sondern basiert auf der Tatsache, dass die Mehrheit der Weltbevölkerung im Erwachsenenalter nicht über das Enzym Lactase verfügt, das nötig ist, um den in der Milch enthaltenen Milchzucker (Lactose) abzubauen und zu verdauen. Dieses Phänomen heißt Laktoseintoleranz und ist genetisch bedingt. Säuglinge verfügen dagegen in allen Kulturen noch über dieses Enzym, das sie benötigen, um Muttermilch verdauen zu können. Der Körper stellt die Produktion im Regelfall nach etwa drei Jahren ein; die Lactoseverträglichkeit ist daher nicht die Regel, sondern eine genetische Abweichung. Ohne das Enzym gelangt der Milchzucker unverdaut in den Dickdarm und gärt dort, was zu Bauchschmerzen, Blähungen und Durchfall führt, wobei das Ausmaß der Beschwerden von der Menge abhängt. Der Verzicht auf Milch bei vielen Völkern ist keine Tabuisierung, sondern ein Beispiel für eine Meidung aus physiologischen Gründen.
Die Viehzucht wurde erst vor rund 10.000 Jahren eingeführt, wahrscheinlich in der Uralregion, von wo aus sie sich ausbreitete. Erst seit diesem Zeitpunkt kamen Milch und Milchprodukte für die menschliche Ernährung in Frage, denn Wildtiere lassen sich nicht melken. Viehzüchter, die durch eine genetische Mutation in der Lage waren, sich von Milch zu ernähren, waren nach dieser Theorie überlebensfähiger und daher bei der Fortpflanzung im Vorteil, da Milch außer Fett und Eiweiß auch Kalzium enthält. Ein Kalziummangel führt bei Kindern zu Rachitis. Da Lactose im Darm die Absorption von Kalzium fördert, war Lactosetoleranz auch in dieser Hinsicht von Vorteil. Dies könnte vor allem in nördlichen Regionen gelten, wo aufgrund eher geringer Sonneneinstrahlung die körpereigene Bildung von Vitamin D nicht ausreicht, das ebenfalls die Kalziumaufnahme begünstigt. Die ethnischen Gruppen, die Milch vertragen, sind die Nachfahren dieser Viehzüchterstämme. In vielen Regionen der Erde spielte Viehzucht bis in die jüngste Vergangenheit hinein jedoch keine Rolle, so dass das Enzym Lactase überflüssig war.

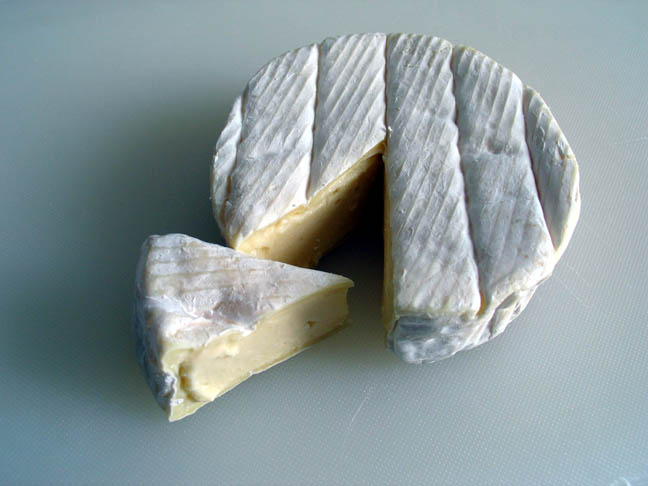
Camembert gilt bei Chinesen als „verschimmelte Milch“.

Im Gegensatz zu den Chinesen sind die meisten Inder in der Lage, Milch problemlos zu verdauen. In Indien spielt die Rinderhaltung traditionell eine große Rolle. Harris erklärt die unterschiedliche Entwicklung damit, dass in der chinesischen Feldwirtschaft auf Bewässerungsbasis und mit Terrassenanbau keine Zugtiere eingesetzt werden können, so dass die Haltung von Rindern sinnlos gewesen wäre. Schweine lassen sich nicht melken. Da Kalzium auch in dunklen Blattgemüsen enthalten ist, war Milch als Kalziumquelle nicht nötig.
Dennoch hat sich in der jüngsten Vergangenheit in China die Milchwirtschaft entwickelt. Nach der Gründung der Volksrepublik im Jahr 1949 gab es bereits 120.000 Milchkühe, der jährliche Milchertrag betrug 250.000 Tonnen. Milch wurde nicht als Lebensmittel, sondern als Heilmittel angesehen und galt als Stärkungsmittel für Kranke. Seit einigen Jahren fördert die chinesische Regierung den Milchkonsum; seit 1999 gibt es die Kampagne „ein Glas Milch zur Stärkung unseres Volkes“ und das „Projekt Schulmilch“. Damit soll nach offiziellen Angaben die Kalziumversorgung der Bevölkerung verbessert werden.
2004 gab es rund 10 Millionen Milchkühe in der VR China, es wurden knapp 22 Millionen Tonnen Milch produziert. Der jährliche durchschnittliche Pro-Kopf-Konsum wurde mit 12 Liter angegeben, in den Städten lag er bei 25 Litern, in Peking bei 47 Litern. Rund 200 Millionen Chinesen (von 1,3 Mrd. Einwohnern) trinken mittlerweile zumindest in kleinen Mengen Milch. Käse gilt in China für die meisten jedoch weiterhin als „verdorbene Milch“ und ungenießbar.

## Lebendtiere
Im ostasiatischen Raum (China, Japan, Korea) werden auch lebende Tiere (Schlangen, Oktopus, Hummer, Austern, „drunk(en) shrimp“, „Ying Yang fish“, „Ikizukuri“, „Odori ebi“, „Sannakji“, u. a. m.)  serviert oder Fische so gebraten, dass etwa der Kopf noch „Leben“ zeigt, womit die Frische des Lebensmittels bewiesen werden soll. Laut Andreas Nieder, Professor am Institut für Neurobiologie an der Universität Tübingen, können Körperteile auch ohne Gehirn noch eine Weile aktiv sein: „Wenn Körperteile des Tieres vom Kopf abgetrennt sind und sich dennoch bewegen, sind noch kleinere Nervenansammlungen intakt.“ Das deutsche Tierschutzrecht verbietet lediglich das schmerzhafte Töten von Wirbeltieren, was etwa Oktopusse ausnimmt. Auch die sardische Käsespezialität Casu Marzu mit lebenden Maden fällt nicht unter dieses Gesetz.

## Kannibalismus

Kannibalismus durch die Tupinambá, Illustration zu einem Reisebericht von Hans Staden, 1557

Mittlerweile gilt Kannibalismus in fast allen Kulturen als starkes Tabu, das häufig als Maßstab für Zivilisation angesehen wird. Sozial akzeptiert wird der Verzehr von Menschenfleisch nur in Ausnahmesituationen, zum Beispiel bei Schiffbrüchigen, die nur so überleben können. Marvin Harris begrenzt den Begriff auf „den gesellschaftlich sanktionierten Verzehr von Menschenfleisch bei gleichzeitigem Vorhandensein anderer Nahrungsmittel“, wobei der Ausdruck Nahrungsmittel in diesem Fall umstritten ist.
Archäologische Funde deuten darauf hin, dass Kannibalismus in der Frühgeschichte der Menschheit verbreitet war. Die ältesten entsprechenden Knochenfunde sind rund 350.000 Jahre alt und wurden in China gefunden. Auch aus der Zeit der Neandertaler gibt es solche Funde, die eindeutige Bearbeitungs- und auch Feuerspuren aufweisen, denn das Fleisch wurde offenkundig nicht roh verzehrt. Menschenopfer als Teil eines religiösen Kultes wurden in Bad Frankenhausen in Thüringen entdeckt.
Anthropologen und Ethnologen unterscheiden im Allgemeinen vier Formen von Kannibalismus:
- den profanen Kannibalismus, bei dem Menschenfleisch als Nahrungsmittel angesehen wird
- den antisozialen Kannibalismus, auch Kriegskannibalismus genannt, bei dem gefangene Feinde getötet und gegessen werden
- den gerichtlichen Kannibalismus, bei dem Verurteilte (oft aus der eigenen Gemeinschaft) zur Strafe gegessen werden
- den rituellen Kannibalismus als Teil eines religiösen Kultes[91]

Sexueller Kannibalismus wird als Merkmal einer psychischen Störung oft von Nekrophilie begleitet und ist wissenschaftlich für die Fachgebiete Psychiatrie, Sexualmedizin, Psychologie und Rechtsmedizin von Bedeutung.
Zum rituellen Kannibalismus werden zum Beispiel Begräbnisrituale gezählt, zu denen der Verzehr der Asche Verstorbener gehörte, etwa bei Indianern im Amazonasgebiet. Hintergrund ist die Vorstellung, dass der Geist der Toten so nicht verloren geht, sondern im Körper der Verwandten weiterlebt.
Beim Stamm der Fore in Papua-Neuguinea wurden die bestatteten Toten nach kurzer Zeit durch die Frauen wieder ausgegraben, die dann das Fleisch verzehrten. Diese Praxis entstand nach Harris erst in den 1920er-Jahren, früher waren lediglich die Knochen nach einer gewissen Zeit wieder ausgegraben worden. In den 1950er-Jahren erkrankten vor allem Frauen dieses Stammes an einer bis dahin unbekannten Krankheit namens Kuru, die wahrscheinlich durch den Verzehr infizierter menschlicher Gehirne ausgelöst wurde. Harris erklärt die Einführung des Kannibalismus bei den Fore damit, dass die Frauen und Kinder des Stammes deutlich weniger Fleisch größerer Tiere zugeteilt bekamen als die Männer und sich überwiegend von Pflanzen, Fröschen und Insekten ernähren mussten. Sie litten daher unter Proteinmangel, so dass der Kannibalismus als Ausweg gedient habe.
Marvin Harris geht davon aus, dass in den meisten Kulturen Menschenfleisch nur im Zusammenhang mit Kriegskannibalismus verzehrt wurde. Es sei für sie sinnvoller gewesen, Gefangene zu töten und zu essen als diese als Sklaven zu halten. „Die Tupinambá, Huronen oder Irokesen zogen nicht in den Krieg, um Menschenfleisch zu erbeuten; sie erbeuteten Menschenfleisch als ein Abfallprodukt ihrer Kriegszüge. […] Was sie taten, war ein ernährungspraktisch vernünftiges Vorgehen, wenn sie nicht eine tadellose Quelle tierischer Nahrung ungenutzt lassen wollten […]“. Die Tabuisierung des Kannibalismus habe nicht aus ethischen und moralischen Gründen eingesetzt, sondern sei ebenfalls Folge einer Kosten-Nutzen-Rechnung, da größere staatlich organisierte Gesellschaften andere Interessen hätten als kleine Gruppen; sie benötigten zum einen mehr Arbeitskräfte und zum anderen Steuerzahler. Außerdem nahm die Haltung von Nutztieren zu. So folgert Harris, „[…] dass Menschenfleisch aus den prinzipiell gleichen Gründen seine Eignung zum Verzehr einbüßte wie das Rindfleisch bei den Brahmanen und Hundefleisch bei den Amerikanern: die Bilanz zwischen Kosten und Nutzen sprach dagegen.“

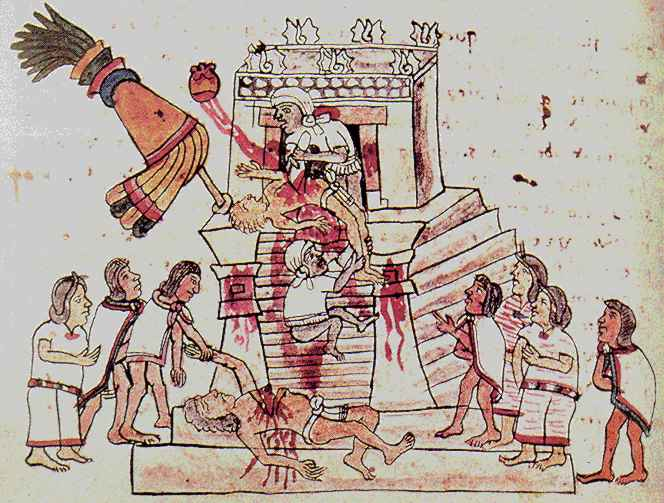
Darstellung einer Opferung bei den Azteken aus dem „Codex Florentino“, um 1570

Der Kannibalismus der Azteken scheint Harris’ Theorie zu widersprechen, denn bei ihnen wurde er nicht parallel zur Entwicklung des Staatswesens aufgegeben. Bei den Azteken gehörten massenhafte rituelle Menschenopfer zu ihrem Opferkult, und zwar in erheblichem Ausmaß. Umfangreiche Knochenfunde und gebaute Schädeltürme belegen diese jahrhundertelang geübte Praxis, die erstmals von Hernán Cortés 1519 beschrieben wurde. Die Opferungen fanden in Tenochtitlán auf der obersten Plattform von Pyramiden im Tempelbezirk statt. Den Opfern wurde dort von mehreren Priestern das Herz aus dem Brustkorb geschnitten, das jeweils einer Gottheit geopfert wurde. Der Kopf wurde für die Schädelgerüste abgetrennt, der übrige Körper ging an den Besitzer, der das Opfer bei einem Kriegszug gefangen genommen hatte. Die Leiche wurde dann als Eintopf bei einem Festmahl verzehrt. Schätzungen der jährlichen Opferzahlen reichen von 15.000 bis 250.000. Geopfert wurden Frauen und Männer, selten Kinder.
Dass die Azteken potenzielle Sklaven und Steuerzahler aufaßen, erklärt Harris damit, dass sie nicht über eine nennenswerte Viehzucht verfügten; ihre einzigen Haustiere waren Truthähne und Hunde. Er geht davon aus, dass dies der Oberschicht als Fleischquelle nicht ausreichte. Dennoch lehnt er die These von Michael Harner ab, dass der Kannibalismus eine Folge des Haustiermangels war und der Opferkult gewissermaßen „Fleischbeschaffung auf aztekische Weise“ gewesen sei; in diesem Fall wären seiner Ansicht nach die Kosten für die Beutezüge höher gewesen als der Nutzen. „Die Knappheit an tierischer Nahrung bei den Azteken zwang diese nicht notwendig zum Verzehr von Menschenfleisch; sie machte einfach […] die politischen Vorteile einer Unterdrückung des Kannibalismus weniger zwingend.“
Harris bezeichnet den Kannibalismus der Azteken als Kriegskannibalismus, nach Harner ist es profaner Kannibalismus, im Zusammenhang mit dem religiösen Kult ist es jedoch auch ritueller Kannibalismus. Harris erwähnt nicht, dass im Zentrum des aztekischen Kultes die Sonne stand, die nach der mythischen Überlieferung aus dem Fleisch und Blut geopferter Götter entstanden ist. Das Leben im Jenseits galt als wichtiger als das irdische Dasein, Zugang zum Paradies hatten nach ihrem Glauben Geopferte und in der Schlacht gefallene Krieger. Beide Todesarten galten auf einer Skala mit 13 Stufen als die höchsten. Der Lauf der Sonne konnte nach aztekischem Glauben nur durch das Opfern von menschlichem Blut gesichert werden, da sich zuvor die Götter für die Existenz der Welt geopfert hatten. Die Fortsetzung des Kannibalismus bei den Azteken lässt sich folglich auch damit erklären, dass sie ihren Kult nicht mit der Etablierung eines Staatswesens aufgegeben haben.